# Storia del Genoa Cricket and Football Club
Il Genoa Cricket and Football Club, o più semplicemente Genoa, è una società calcistica di Genova fondata nel 1893. È il quarto sodalizio calcistico italiano più antico per istituzione (dopo il Torino Football & Cricket Club, il Nobili Torino e l'Internazionale Torino), nonché quello in possesso del più antico documento scritto attestante la data di fondazione e il più longevo fra quelli in attività.
Il Genoa ha vinto nove scudetti del campionato italiano di calcio (tra cui il primo in assoluto risalente al 1898), l'ultimo dei quali nella stagione 1923-1924, nonché un'edizione della Coppa Italia. Inoltre, dal 1898 al 1929 (ovvero nella fase dei campionati nazionali antecedenti l'introduzione del cosiddetto girone unico), quella rossoblù è la squadra che ha ottenuto il maggior numero di punti complessivi, e negli anni 1910 la sezione di pallanuoto del Genoa partecipò al campionato italiano di pallanuoto vincendo quattro scudetti (nel 1912, 1913, 1914 e 1919).
Gli eventi che caratterizzarono i primi anni di attività dei pionieri del calcio del Genoa e delle altre prime società calcistiche sono documentati nel Museo della Storia del Genoa.

## Le origini: il Genoa Cricket and Athletic Club

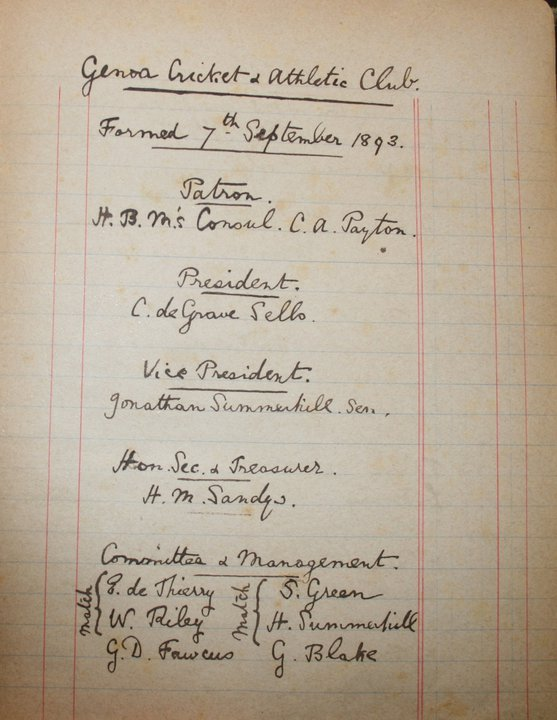
L'atto di fondazione del Genoa Cricket and Athletic Club, datato 7 settembre 1893

L'estate del 1893 stava volgendo al termine, era il 7 settembre quando, nelle sale del consolato britannico in via Palestro n.10 interno 4, nel pieno centro cittadino ricco di scagni di compagnie assicurative e armatoriali, si era dato convegno un folto gruppo di inglesi, Charles De Grave Sells, S. Green, George Blake, W. Rilley, George Fawcus, H.M. Sandys, H. De Thierry, Johnathan Summerhill sr. e Johnathan Summerhill jr., e soprattutto Charles Alfred Payton, baronetto dell'Impero Britannico e Console Generale di S.M. la Regina Vittoria d'Inghilterra a Genova.
Scopo della riunione era l'ufficializzazione di un circolo che da oltre un anno svolgeva attività sportive.
Nacque, così, il Genoa Cricket and Athletic Club: la società non si prefiggeva tanto di praticare esclusivamente il gioco del football ma, come era consuetudine, di essere un gruppo sportivo per la pratica di diversi sport di squadra e individuali, soprattutto di tradizione anglosassone, come appunto il cricket (sport ritenuto di origini nobili), la waterpolo (la moderna pallanuoto) e il football (ritenuto più "popolano").
Genova, infatti, con l'apertura del Canale di Suez, era diventata un importante porto commerciale attirando compagnie straniere. Gli inglesi erano molto numerosi e amavano praticare qui le loro tradizioni sportive, gareggiando spesso con gli equipaggi connazionali di navi che facevano scalo.
Visto il notevole interesse locale, capirono però ben presto che anche in Italia lo sport del calcio poteva avere la stessa notorietà e diffusione che già registrava da tempo in Inghilterra.
Le prime cariche elettive videro come presidente Charles De Grave Sells, quale vice Summerhill senior e come patrono Sir Charles Alfred Payton. Il terreno di gioco era quello già usato fino ad allora, la Piazza d'Armi del Campasso, messo a disposizione già dal 1890 da due industriali scozzesi le cui aziende operavano nel capoluogo ligure - Wilson e McLaren - a Sampierdarena. Le partite venivano giocate al sabato.
Il documento ufficiale di costituzione nel tempo era passato di mano in mano, in ultimo a Gianni Brera (giornalista e tifoso Genoano); l'originale del documento è stato riconsegnato alla morte del giornalista dalla sua famiglia alla società del Genoa, che ora lo espone nel Museo della storia del Genoa, assieme ad altri documenti ufficiali, cimeli, magliette e il pallone originale della finale del primo campionato.

## L'ingresso di Spensley
Nel 1896, tre anni dopo la fondazione della primitiva società genoana, si unì al gruppo James Spensley che fu il vero artefice della nascita del Genoa come club prettamente calcistico. Il 2 gennaio 1899 Spensley, per dare risalto allo sport più praticato dagli iscritti e che aveva già portato in bacheca due allori nazionali, propose il cambiamento di denominazione in Genoa Cricket and Football Club. A Spensley si deve anche il fatto che il 10 aprile 1897 il gruppo di britannici inserì nello statuto del club la regola che ammetteva l'ingresso di soci italiani.
Cambiava anche il campo di gioco. Veniva lasciato l'insufficiente campo della Piazza d'Armi di Sampierdarena, per uno nuovo a Ponte Carrega, sobborgo situato lungo le rive del torrente Bisagno, in uno spazio utilizzato come pista velocipedistica dalla Società Ginnastica Ligure Cristoforo Colombo (una delle più antiche società sportive liguri, nata a Genova nel 1877).
Le squadre allora esistenti, oltre al Genoa CFC, erano: la Ginnastica Torino (del Cavalier Bertoni), la Juventus (squadra del liceo M. D'Azeglio), l'Internazionale Torino (o più semplicemente Internazionale) (capitanato da Savage) e la Torinese (del Marchese Ferrero di Ventimiglia), l'Unione Pro Sport Alessandria, il Liguria, più alcune altre squadre non meglio documentate.
Il 6 gennaio 1898, a Ponte Carrega, davanti a 208 spettatori, i genoani disputano una partita contro una selezione composta da calciatori dell'Internazionale Torino e della Torinese. Il punteggio finale fu di 1-0 per la rappresentativa torinese. La rivincita ci fu il 9 marzo seguente nel capoluogo piemontese e il Genoa pareggiò il conto vincendo anch'esso per 1-0.
La rivalità tra Genova e Torino continuò per parecchio tempo in quanto si giocarono la finale dei primi tre campionati italiani (nel 1900, intanto, la Torinese assorbì l'Internazionale Torino) che comunque videro prevalere sempre la squadra genovese. Motivo di unione delle diverse compagini calcistiche italiane invece ci fu nel maggio del 1899 al Velodromo Umberto I di Torino quando la rappresentativa italiana scese in campo contro quella svizzera. A formare la squadra che indossa la divisa a righe biancoblu del Genoa sono i genoani Spensley, De Galleani, Edoardo Pasteur, Agar e Leaver che si uniscono a Savage della Torinese, Herbert Kilpin del neonato Milan e altri 3 giocatori. Tra gli svizzeri Gamper fondatore del Barcellona. La Svizzera s'impone 2 a 1 nella partita che si può considerare come l'esordio della Federazione Italiana in campo internazionale.

## Il primo campionato

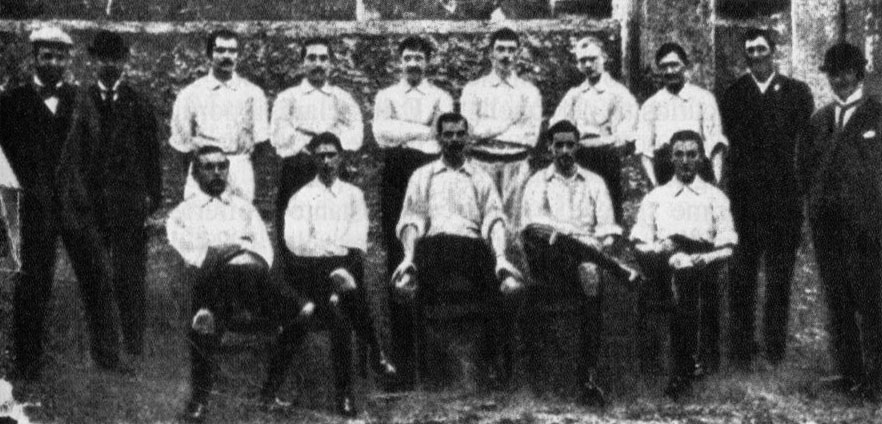
Il Genoa nel 1898 circa. Da sinistra a destra: Ghigliotti, De Galleani, Spensley, Edoardo Pasteur, Leaver, Enrico Pasteur, Passadoro, Arkelss, Dapples, Deteindre e Agar

Tutto era pronto per il primo campionato ufficiale istituito dalla Federazione Italiana del Football, che nel frattempo in due sedute (15 e 26 marzo dello stesso anno) si era costituita tra i dirigenti del Genoa e quelli di alcune altre compagini torinesi.
La fase finale del campionato venne disputata in una sola giornata l'8 maggio, sempre nel 1898, nell'ambito dei festeggiamenti in occasione dell'Esposizione Internazionale per i cinquant'anni dello Statuto Albertino, ed ebbe luogo al Velodromo Umberto I di Torino, nei pressi dell'ospedale Mauriziano. Venne deciso di far giocare solo le squadre che durante l'anno si erano dimostrate imbattibili. Con un girone a 4 squadre si arrivò alla finale Genoa-Internazionale Torino, vinta ai tempi supplementari con il "golden goal" dell'ala sinistra genoana Leaver.

Da registrare inoltre che alcuni giornali, nelle poche righe dedicate all'evento, riportarono come il Genoa finì la partita in 10 per l'infortunio del portiere, quindi primo titolo e primo infortunio di un giocatore in campo.
La società vinse la coppa offerta dal duca degli Abruzzi, mentre a ciascun giocatore andò una medaglia d'oro stile rococò. Furono proprio queste medaglie, chiamate targhette, il simbolo tangibile della vittoria nel campionato. La coppa sarebbe stata assegnata definitivamente a chi avesse vinto il torneo FIF per tre anni, cosa che riuscì al Genoa al termine del campionato del 1900.
Di scudetto si parlò soltanto nel 1924 e fu proprio il Genoa ad appuntarselo per la prima volta sulle maglie.

Il Genoa nel 1922-23. Moruzzi, De Prà, Pres. Sanguineti, De Vecchi, Mister Garbutt. Barbieri, Burlando, Leale. Neri, Sardi, Catto, Santamaria, Mariani.

Il Genoa schierò nella finale del 1898 questa formazione: Baird, Ghigliotti, De Galleani, E. Pasteur, Spensley, Bocciardo, Bertollo, Le Pelley, Dapples, Ghiglione e Leaver.
La squadra genovese andò a Torino con una sola riserva, Howard Passadoro, che non giocò perché impegnato in una gara di canottaggio. Nelle file dell'Internazionale Torino tra gli altri Herbert Kilpin, che fu tra i fondatori del Milan, Weber e Savage.
Nella prima amichevole contro la squadra mista delle torinesi viene riportata questa formazione: Spensley, De Galleani, Marshall, Reed, Venturini, E.Pasteur, Leaver, Mackintosh, Chalners, Tweddy, Wilkie.
Questa la lista dei giocatori che il Genoa schierò, tra amichevoli e partite, nel primo campionato:
- Fausto Ghigliotti (portiere e terzino sinistro)
- James Spensley (terzino e Capitano)
- Ernesto De Galleani (terzino destro)
- Norman Victor Leaver (ala sinistra)
- Enrico Pasteur (mediano)
- Henri Dapples (solo seconda amichevole e finale campionato) (centro attacco)
- John Quertier Le Pelley (solo seconda amichevole e finale campionato)
- J.Marshall (due amichevoli)
- L.Mackintosh (due amichevoli)
- F.Reed (solo prima amichevole)
- G.Venturini (solo prima amichevole)
- J.Chalmers (solo prima amichevole)
- J.Tweedy (solo prima amichevole)
- J.Wilkic (solo prima amichevole)
- Shaffanser (solo seconda amichevole)
- Howard Passadoro (solo seconda amichevole) (attaccante)
- William Baird (portiere, s'infortuna durante la finale)
- Wallys Ghiglione (finale campionato)
- Silvio Piero Bertollo (finale campionato)
- Giovanni Bocciardo (mezzala sinistra)

Torino, 8 maggio 1898, Velodromo Umberto I
 Internazionale Torino – Genoa 

1 – 2 (d.t.s.)

- Internazionale Torino: Ignota
- Allenatore: Gordon Thomas Savage

- Genoa: Baird, Bertollo, Bocciardo, Dapples, De Galleani, Ghiglione, Leaver, Le Pelley, Pasteur, Spensley
- Allenatore: James Spensley

- Arbitro: Jourdan (Italia)
- Marcatori:  Bosio (IT),  Spensley (G),  d.t.s. Leaver (G).
- Spettatori: 100 circa.

## Il primogrande Genoa
Iniziò così il primo ciclo del Genoa. Nelle stagioni seguenti la formula restò invariata, durante tutto l'anno le squadre che nel frattempo erano cresciute in numero, si incontravano su basi di sfide dirette, disputando poi la fase finale in una sola giornata in casa della squadra detentrice del trofeo.
I rossoblù conquistarono 3 titoli (tra il 1898 ed il 1900) e si aggiudicarono l'ambita Coppa Fawcus messa in palio e destinata alla prima squadra che si fosse aggiudicata, appunto, 3 campionati. Il 25 gennaio del 1901 su proposta del socio Rossi, con 5 voti favorevoli e 4 contrari, le casacche genoane si trasformano in rosso granata e blu notte come la bandiera del Regno Unito Union Jack in onore della morte della regina Vittoria.
Due settimane dopo la vittoria del secondo scudetto, conquistato battendo in finale l'Internazionale Torino per tre ad uno, cinque giocatori genoani fecero parte della prima selezione nazionale in una sfida contro la rappresentativa svizzera al Velodromo Umberto I di Torino: finì 2 a 1 per gli elvetici quello che può essere considerato a buon diritto l'esordio della Federazione Italiana del Football in campo internazionale.
Dopo aver perso in finale contro il Milan, nel campionato 1901, il Genoa conquistò altri tre scudetti consecutivi, confermandosi la squadra più forte d'Italia.
Nel nuovo secolo, specialmente dal 1902, vennero istituiti gironi regionali eliminatori, il torneo cominciò a farsi corposo e le squadre molto agguerrite e numerose. Nell'ottobre del 1902 per la prima volta in Italia venne fondato dai rossoblù il vivaio per ragazzi di età inferiore a sedici anni.
Questa iniziativa darà i suoi frutti e due anni dopo porterà al Grifone un altro primato: vittoria nel primo campionato riserve. Veniva così definito in realtà il torneo disputato dalle squadre giovanili delle varie società. Quella del Genoa, allenata dall'infaticabile Spensley, era composta da validi elementi molti dei quali avrebbero sostituito i fondatori al termine della loro carriera.
Nel 1903 il Genoa va ad incontrare - primo club italiano - una società straniera all'estero. Si tratta del Football VeloClub Nizza che il 27 aprile viene battuto per 3 a 0 nel suo stadio (anche la partita d'andata a Ponte Carrega aveva visto soccombere la squadra francese per 0 reti a 6). Nello stesso anno e in quello successivo vinse altri due scudetti battendo in entrambe le finali la Juventus.
In questi anni il Genoa vinse anche la Palla Dapples, messa in palio dal giocatore dello stesso Genoa Dapples; il premio consisteva in una sfera d'argento delle stesse dimensioni e delle stesse caratteristiche (con cuciture in rilievo) di un pallone da football.
Questo trofeo prevedeva degli scontri diretti, al termine dei quali, ogni volta, il vincitore si portava a casa il trofeo per poi cederlo alla squadra sfidante che lo avesse battuto.
Il trofeo andò avanti per ben sei anni e attraverso quarantasette incontri. Il 20 dicembre 1909 se lo aggiudicò definitivamente il Genoa, dopo che la Palla Dapples aveva decorato le sedi di Milan, Juventus, Torino, Pro Vercelli, Andrea Doria, Unione Sportiva Milanese.
È difficile comprendere appieno al giorno d'oggi l'importanza che rivestivano questi piccoli ma agonisticamente combattuti tornei quando il campionato rappresentava solamente il clou della stagione. Ma molte di queste sfide (spesso con ricche coppe in palio) erano all'epoca considerate altrettanto importanti.
Nel 1906 stava volgendo al crepuscolo la stagione dei cosiddetti fondatori: Spensley aveva quasi 40 anni, Pasteur all'incirca 30, per loro e molti altri si avvicinava il momento del ritiro. Anche per questo quell'anno il Genoa non riuscì a vincere, piazzandosi terzo alle spalle del Milan e della Juventus.
Il 18 marzo la partita con la Juventus, a Torino, venne sospesa a causa della prima invasione di campo della storia del calcio italiano. La partita verrà ripetuta il 1º aprile, a Milano in campo neutro, e da Torino e da Genova vennero organizzati i primi due treni speciali di tifosi.
Nel 1908 la Federazione decise di riservare il massimo torneo italiano alle squadre senza stranieri. Di conseguenza il Milan campione in carica, il Genoa e il Torino rifiutarono di partecipare. Al fronte dei contestatori si unì la Juventus dopo la propria eliminazione da parte della Pro Vercelli. Viste le forti ed influenti opposizioni, la Federazione mantenne la linea autarchica solo per un altro campionato, quello del 1909: stavolta il Genoa partecipò ma venne eliminata in semifinale dalla Pro Vercelli.
Nell'estate 1913 l'italo-scozzese Geo Davidson diventò il presidente del club e diede il via ad una faraonica campagna acquisti tra i quali spiccò Renzo De Vecchi.
Sempre nel 1913, Davidson contravvenendo alle regole della Federazione ingaggiò Aristodemo Santamaria ed Enrico Sardi dall'Andrea Doria. I giocatori presentatisi presso una banca per incassare l'assegno furono riconosciuti dal cassiere, tifoso doriano e denunciati, insieme al Genoa alla Federazione. Il club genovese venne processato, con il forte rischio di radiazione, ma abilmente difeso da Edoardo Pasteur riuscì a salvare la società ed a mitigare la pena per i giocatori coinvolti.

## L'arrivo di Mister Garbutt e la nascita del "Genoa d'Oro"
Lo scudetto ormai mancava da anni e la nuova dirigenza rossoblù era decisa a riportare a Genova il titolo di campioni d'Italia.
Decisivo fu l'ingaggio nel 1912 di un allenatore professionista, William Garbutt, inglese ex calciatore, che dovette interrompere anticipatamente la carriera da calciatore a causa di un grave infortunio.
Garbutt fu il primo allenatore professionistico della storia del calcio italiano ed è grazie a lui che oggi usiamo comunemente il termine Mister per indicare l'allenatore. L'inglese venne inoltre scelto per guidare la nazionale di calcio dell'Italia, ricoprendo questo incarico dal 1º maggio 1913 al 17 maggio dell'anno seguente, con un bilancio complessivo nella sei gari amichevoli disputate di tre vittorie, due pareggi e una sconfitta.

Garbutt (primo da sinistra) nel 1914 alla guida della nazionale italiana.

Mister Garbutt portò in Italia tecniche di allenamenti all'avanguardia e, con l'arrivo di due grandi centravanti britannici, Grant, Walsingham e il giovane terzino De Vecchi, il Genoa tornò subito a grandi livelli, ma alla fine della stagione arrivò solamente 2° con due punti in meno del sorprendente Casale.
Fu soltanto nel 1915 che il Genoa conquistò il suo settimo scudetto, nonostante il campionato fosse stato sospeso per via dello scoppio della prima guerra mondiale. La FIGC infatti, con una delibera postbellica, decise di assegnare lo scudetto alla prima classificata del girone finale dell'Italia settentrionale al momento dell'interruzione, cioè il Genoa.
Nel 1923 e 1924 il Genoa allenato da Garbutt conquista i suoi ultimi due scudetti battendo in finale rispettivamente Lazio, 4-1 all'andata e 2-0 al ritorno e, il Savoia 3-1 all'andata e 1-1 al ritorno.

## L'invincibile Genoa degli anni 1920
- Gianni Ballestrero
- Giuseppe Benvenuto
- C. Emanuele Bombrini
- Egisto Bucciarelli
- Claudio Casanova
- Carlo Cormagi
- Luigi Ferrari
- Luigi Ferraris
- Luigi Fossati
- Alessandro Gazzoppi
- Natale Giacobbe
- Emilio Gioardo
- Adolfo Gnecco
- Attilio Isola
- Pietro Lagomaggiore
- Mario Malagamba
- Carlo Marassi
- Luigi Merello
- Giuseppe Oppezzo
- Ugo Piermartire
- Emilio Rosina
- Enrico Rossi
- James Spensley
- Alberto Sussone
- Emilio Storace

Renzo De Vecchi, il più grande difensore del Genoa di tutti i tempi

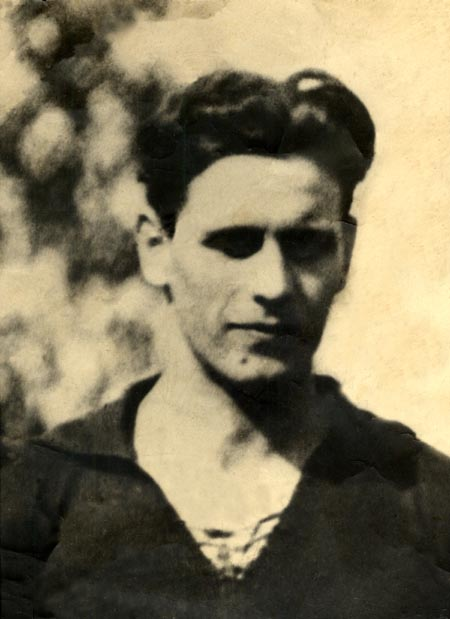
Una foto storica di Ottavio Barbieri

Dopo la vittoria del campionato 1914/15, finita la guerra, il Genoa dovette rimboccarsi le maniche e, per sopperire alle perdite di suoi grandi giocatori, la società dovette tornare al riparo; vennero ingaggiati giovani promesse del calcio ligure, come il grande portiere Giovanni De Prà detto il Ragno, futuro protagonista del grande Genoa che stava nascendo e della nazionale italiana di calcio.
Uno dei punti di forza della squadra era la difesa. Durante un incontro olimpico tra Italia-Francia, De Prà si ruppe un braccio con doppia frattura, ma decise di continuare lo stesso a giocare per 70 minuti.
Il giovane portiere Giovanni De Prà in poco tempo sarebbe diventato il portiere più importante del Genoa e dell'Italia e, nel 1929, venne premiato come miglior portiere internazionale assieme allo spagnolo Zamora.
Non si può parlare della storia del Genoa e del calcio italiano senza nominare il Figlio di Dio, Renzo De Vecchi, capitano del Genoa e della Nazionale, giocatore di grandi qualità tecniche e atletiche.
A fianco del Figlio di Dio giocava l'altro terzino, Delfo Bellini, giocatore dell'Italia olimpica che vinse il Bronzo nel 1928.
La mediana del centrocampo di allora era preposta sia al gioco difensivo che a quello di costruzione, infatti prima del cambiamento della regola del fuorigioco e dell'avvento del "Sistema" si giocava col "Metodo", i due mediani andavano avanti e indietro sulle fasce e avevano un ruolo determinante per la difesa e per l'attacco, ma col sistema sarebbero diventati i due laterali della difesa, mentre il centromediano sarebbe arretrato occupandosi solo della manovra difensiva.
I protagonisti di questo reparto erano Ottavio Barbieri, instancabile faticatore sulla fascia destra, Ettore Leale il suo compagno di sinistra e il centromediano Luigi Burlando.
Il loro gioco era determinante per tutta la squadra e avevano messo a disposizione le loro qualità anche nella Nazionale italiana, di cui Burlando e Barbieri furono bandiere.
L'episodio che aprì le porte alla carriera di Ottavio viene così tramandato:
"...nello spogliatoio mister Garbutt, guardando Barbieri, gli rivolse questa domanda:
mi manca il laterale destro, si sente di giocare un'altra partita con la prima squadra?
Un tempo lo farei ancora volentieri! gli rispose il giovane Ottavio.
In effetti non si limitò a giocare solo un tempo, ma tutti i novanta minuti e fu uno dei migliori in campo, conquistandosi così, di fatto, la maglia da titolare nella più forte squadra italiana di allora..."
Il Genoa oltre ad essere una delle squadre più forti, era una delle più famose e blasonate, aveva numerosi tifosi in tutta Italia e in Argentina dove erano migrati molti genovesi.
Fu proprio il Genoa degli anni venti ad essere la prima squadra italiana ad organizzare una tournée in Sud America, in Argentina e Uruguay, dove giocò contro le rispettive selezioni nazionali.

### 1922-1923: lo scudetto dei record
Dopo alcuni anni ad alti livelli, il Genoa si era rinforzato con gli acquisti del terzino Delfo Bellini dalla Sestrese e di Ettore Neri dalla Novese a cui si aggiunse il ritorno di Emilio Santamaria sempre dal club piemontese. Così rinforzato il Grifone ottenne nella stagione 1922-1923 l'ottavo scudetto, ricordato per essere stato conquistato senza perdere nemmeno uno dei ventotto incontri disputati.
La stagione terminò con 22 vittorie e 6 pareggi in 28 incontri, con 75 reti fatte e 21 subite.

#### La finalissima contro la Lazio

La formazione rossoblù che conquistò il suo ottavo titolo italiano in un'annata da record

Genova, 15 luglio 1923
| Genoa | Lazio | 4-1 |

Roma, 22 luglio 1923
| Lazio | Genoa | 0-2 |

 Genoa Campione d'Italia 1922/23
La formazione dei record
- Giovanni De Prà
- Delfo Bellini
- Renzo De Vecchi
- Ottavio Barbieri
- Luigi Burlando
- Ettore Leale
- Ettore Neri
- Daniele Moruzzi
- Edoardo Catto
- Aristodemo Santamaria I
- Augusto Bergamino I

### 1923-24: il 9º scudetto
Il Genoa bissò il successo anche la stagione seguente.
Grazie all'attacco formato da Sardi, Santamaria e Catto, il Genoa su 26 incontri segnò 57 reti, subendone solamente 15, grazie alla difesa formata da De Prà, De Vecchi, Bellini e dalla mediana Barbieri Burlando Leale.

#### La finalissima contro il Savoia

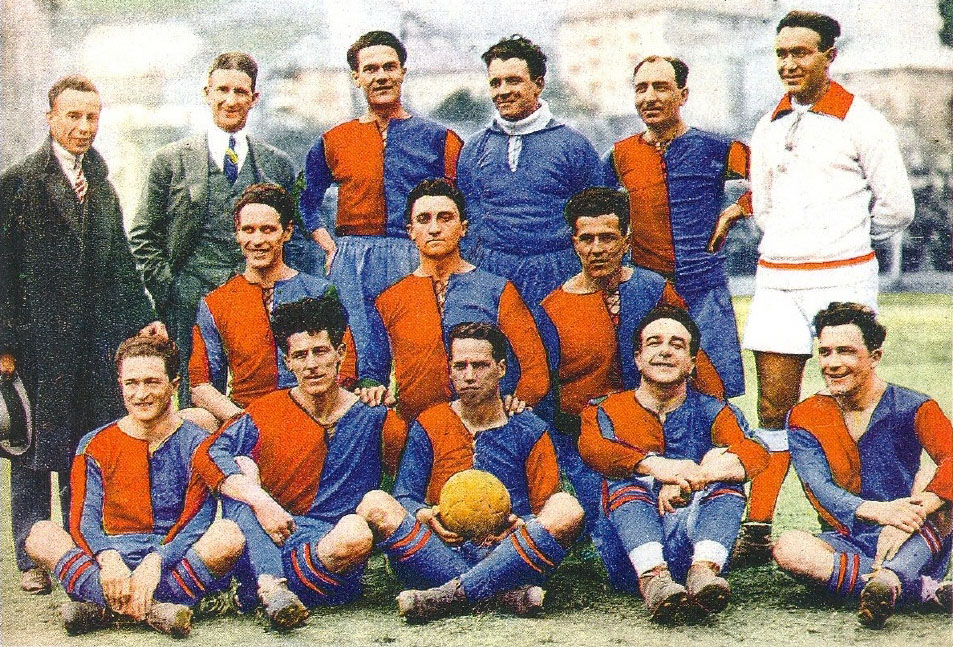
Il Genoa che colse il suo nono e ultimo scudetto, qui fotografato in occasione della sfida di Marassi del 2 marzo 1924 contro il Padova. Da sinistra, in piedi: il dirigente Castello, il mister Garbutt, Bellini, De Prà e De Vecchi (più l'arbitro Alfieri); al centro: Barbieri, Burlando e Leale; accosciati: Neri, Sardi (II), Catto (I), Santamaria (I) e Bergamino (I).

|        | Risultati |        | Città e data                       |  |
| ------ | --------- | ------ | ---------------------------------- |  |
| Genoa  | 3 - 1     | Savoia | Genova, 31 agosto 1924             |  |
| Savoia | 1 - 1     | Genoa  | Torre Annunziata, 7 settembre 1924 |  |

- Genoa Campione d'Italia 1924

- Giovanni De Prà
- Delfo Bellini
- Renzo De Vecchi
- Ottavio Barbieri
- Luigi Burlando
- Ettore Leale
- Ettore Neri
- Daniele Moruzzi
- Edoardo Catto
- Aristodemo Santamaria
- Edoardo Mariani

### 1925: uno scudetto sfumato tra le polemiche

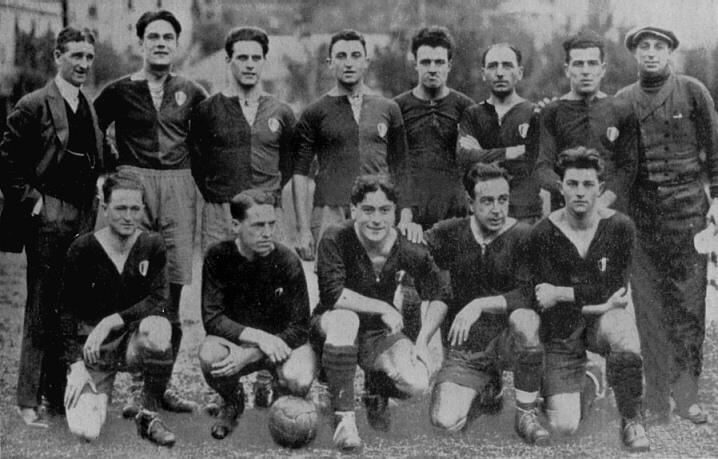
La formazione del Genoa 1924/25 campione in carica, i primi a fregiarsi dello scudetto sulle divise

Il Genoa avrebbe potuto vincere il suo decimo scudetto nel 1925, ma perse la finale Lega Nord contro il Bologna; la gara d'andata a Bologna la vinse il Genoa che però incredibilmente perse in casa la gara di ritorno. Fu necessario lo spareggio che vedeva il Genoa vincitore per 2-0 fino a quando venne convalidato fra le polemiche un gol fantasma ai felsinei. Poco dopo il Bologna pareggiò e la partita finì 2-2.
Il Genoa rifiutò di giocare i tempi supplementari, chiedendo la vittoria a tavolino per le intemperanze della tifoseria bolognese, che avrebbero condizionato la decisione dell'arbitro di assegnare il gol fantasma, mentre il Bologna rispose chiedendo la vittoria a tavolino per la mancata disputa dei supplementari. La FIGC non omologò l'incontro e indisse un nuovo spareggio, che finì 1-1 e fu caratterizzato da un'aggressione armata dei sostenitori bolognesi contro quelli genoani. Dopo la temporanea sospensione del torneo, la FIGC decise, infine, che la terza gara di spareggio si sarebbe giocata ad agosto alle 7 del mattino a porte chiuse. Il Bologna vinse 2-0 e approdò alla finalissima dove conquistò il suo primo scudetto battendo l'Alba (4-0 all'andata e 2-0 al ritorno).

#### Le "cinque finali" contro il Bologna
|         | Risultati         |         | Città e data            |  |
| ------- | ----------------- | ------- | ----------------------- |  |
| Bologna | 1 - 2             | Genoa   | Bologna, 24 maggio 1925 |  |
| Genoa   | 1 - 2             | Bologna | Genova, 31 maggio 1925  |  |
| Genoa   | 2 - 2 (annullato) | Bologna | Milano, 7 giugno 1925   |  |
| Genoa   | 1 - 1             | Bologna | Torino, 5 luglio 1925   |  |
| Bologna | 2 - 0             | Genoa   | Milano, 9 agosto 1925   |  |

### Primi campionati di Serie A

Lo sfondatore di reti Levratto con la maglia della Nazionale.

Dopo aver sfiorato il titolo nel 1927-28, secondo dietro al Torino, il Genoa disputò nel 1929-30 il primo campionato a girone unico a livello nazionale cioè la neonata Serie A.
All'epoca disponeva di un formidabile attacco guidato da Elvio Banchero e Felice Levratto, il famoso sfondatore di reti, e si classificò al secondo posto a due soli punti dall'Ambrosiana-Inter di Meazza. Gli scontri diretti furono decisivi per l'assegnazione del titolo: nella gara di andata il portiere Giovanni De Prà dovette lasciare il campo dopo solo 15 minuti per infortunio e, non essendo possibili le sostituzioni, il Genoa continuò la partita con in porta il jolly Daniele Moruzzi. Al ritorno, nella terz'ultima giornata, la gara iniziò dopo che una tribuna aveva ceduto al peso del folto pubblico causando molti feriti.
Dopo essersi portati in vantaggio fino al 3 a 1, i rossoblù vennero raggiunti sul 3 a 3 dall'ennesima prodezza di Meazza.
A cinque minuti dalla fine Banchero sbagliò un rigore, che Levratto non volle tirare, forse distratto dalla folla minacciosa che si era raggruppata ai lati e dietro la porta milanese.
L'anno successivo il Genoa non riuscì a ripetersi classificandosi comunque al 4º posto. L'annata però risultò storica poiché ad arrivò dall'Argentina "El Filtrador" Guillermo Stábile.

## Gli anni 1930

### L'arrivo del "Filtrador" Guillermo Stabile

El Filtrador Guillermo Stabile Capocannoniere dei primi mondiali di calcio.

Il giocatore giunse a Genova tra il tripudio della folla che si era assiepata al porto per vedere da vicino l'arrivo del capocannoniere dei primi Mondiali, disputati in Uruguay. Neanche il tempo di riposarsi che Stabile la domenica giocò mettendo la firma sulle 3 reti che permisero ai liguri di superare il Bologna.
Alla terza giornata del girone di ritorno, contro il Livorno, un grave infortunio blocca Levratto, che tornerà a giocare solo l'anno seguente, mentre Stabile totalizzerà solo 13 presenze e 6 reti poiché, tre settimane dopo l'infortunio a Levratto, proprio quando ormai si stava abituando al cambiamento di continente, in una partita amichevole il portiere avversario in uscita gli ruppe una gamba.
Stabile, tornato a giocare dopo un anno, patirà nuovamente la frattura di una gamba e, finita la carriera in Francia, si siederà sulla panchina della nazionale argentina.

### Col presidente Culiolo si punta allo scudetto
Nel 1933-34 arriva la prima ed inaspettata caduta in Serie B che durerà solo un anno. Il Genoa tornato in A riprende i panni di protagonista trovando in Culiolo l'ultimo presidente ambizioso con dichiarate pretese di scudetto.

### 1936-37: 6º posto e Coppa Italia

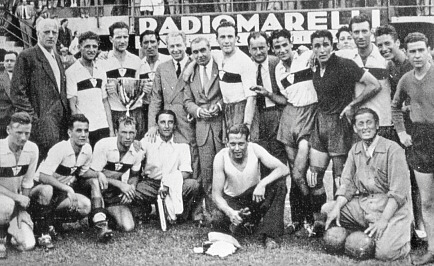
Il Genoa a Firenze con la Coppa Italia. A scendere in campo furono Bacigalupo, Agosteo, Genta, Pastorino, Bigogno, Figliola, Arcari III, Perazzolo, Torti, Scarabello Marchionneschi

Classificatosi al 6º posto in campionato, il 6 giugno del 1937 a Firenze i rossoblù si aggiudicano la Coppa Italia, battendo in finale per uno a zero la Roma.
Firenze, 6 giugno 1937, Stadio Comunale Giovanni Berta
 Genova 1893 –  Roma

1 – 0

- Genova 1893: Agosteo, Arcari III, Bacigalupo, Bigogno, Figliola, Genta, Marchionneschi, Pastorino, Perazzolo, Torti.
- Allenatore: Felsner.

- Roma: Allemandi, Amadei, Di Benedetti, Bernardini, Frisoni, Gadaldi, Mazzoni, Monzeglio, Seratoni, Tomasi, Valinasso.
- Allenatore: Barbesino.

- Arbitro: Mattea (Casale Monferrato)
- Marcatori:  79’ Torti.

### 1937-38: 3º posto
L'anno seguente i Grifoni raggiungono la terza posizione, a soli 3 punti di distacco dall'Ambrosiana-Inter.
Vincendo la Coppa Italia l'anno precedente, il Genoa aveva acquisito il diritto a partecipare alla Coppa dell'Europa Centrale 1937, che in quell'anno fu l'edizione di maggior successo, vi partecipavano infatti i campioni in carica di ben sette nazioni, in più gli svizzeri godevano di un secondo posto, mentre le quattro nazioni storiche beneficiavano di una terza presenza, che austriaci e italiani identificavano nei vincitori della Coppa d'Austria e della Coppa Italia.
Il Genoa superò il primo turno vincendo 3-1 e 3-0 contro lo Gradjanski Zagabria. Ai quarti di finale il Genoa incontrò l'Admira, risultato 2-2, ma la gara d'andata a Vienna era stata tribolata da dimostrazioni politiche anti-italiane, il Ministro degli Interni italiano rifiutò di far disputare il ritorno a Genova adducendo motivi di ordine pubblico, il Comitato Organizzatore decise così di squalificare entrambe le squadre, concedendo però alla superstite compagine italiana, la Lazio, il passaggio automatico del turno.
Il CT Pozzo portò con sé in Francia, per i Mondiali, tre giocatori genoani: Mario Genta, Mario Perazzolo e Sergio Bertoni, che però non verranno schierati in campo.
Il Genoa del presidente Culiolo cercò di puntare sempre più in alto, reingaggiando Mister Garbutt per la panchina e mantenendo Ottavio Barbieri in seconda ed acquistando dal Pisa il terzino Marchi che giocherà anche in nazionale.
Inoltre, sempre dal Pisa, viene prelevato il fuoriclasse Sergio Bertoni, chiamato anche il "nuovo Meazza", ma che in Coppa Europa subisce un grave infortunio che gli causò rottura di tibia e perone.
Il Genoa conclude così il decennio con un quarto posto finale nella stagione 1938-39 ed un sei ad uno rifilato nella stagione 1939-40 ad un Torino che da lì a poco sarebbe diventato una leggenda del calcio italiano.
In Coppa dell'Europa Centrale 1938 i rossoblù vengono subito messi di fronte ai temibili cecoslovacchi dello Sparta Praga vincendo per quattro a due a Marassi indossando per la prima volta lo stemma della società sul petto e pareggiando uno ad uno al ritorno. Ai quarti giocò contro il Rapid Bucarest che superò trovando in semifinale contro lo Slavia Praga.
La partita d'andata viene vinta dai Grifoni per 4-2, tra i marcatori anche il mediano oriundo Emanuel Fillola, che segna così il suo ultimo gol in rossoblù, poco prima di fuggire in Uruguay senza avvisare nessuno a causa dei primi venti di guerra.
Nella gara di ritorno il Genoa perde Bertoni e subisce per 4-0, venendo così eliminato da quelli che divennero i campioni d'Europa.

## Gli anni 1940 e 1950

### Prima della guerra la nazionale si tinge di rossoblù

Il Genoa nel 1939-40. Da sinistra a destra: Fregosi, Villa, Neri, Perazzolo, Sardelli, Marchi, Gabardo, Conti, Arcari IV. Seduti Scarabello e Genta.

Il Genoa guidato da Garbutt e Barbieri aveva importato dalla Gran Bretagna un nuovo schema di gioco, cioè il sistema. In breve un centrocampista veniva arretrato ed usato come libero mentre 2 attaccanti sui 5 del metodo venivano messi a centrocampo.
Pozzo restio al cambiamento viene comunque invitato a provare i nuovi schemi e così il 26 novembre del 1939 sono ben sette i rossoblù a giocare a Berlino contro la Germania (Marchi, Sardelli, Genta, Battistoni, Perazzolo, Neri e Scarabello). Il risultato è confortante solo fino alla fine del primo tempo e così Pozzo può ritornare, anche se per poco, ai suoi vecchi schemi.
Durante il campionato 1939-40 i Grifoni incappano in un errore tecnico arbitrale che annullerà la vittoria contro il Novara, ottenuta grazie a un goal segnato al 33' da Bertoni. La Federazione decide che la partita non è regolare. L'arbitro nonostante gli avvisi dei giocatori genoani aveva fatto battere l'inizio della gara e il secondo tempo dai novaresi. Il Genoa torna due punti sotto ma il Ferraris si presenta come un muro compatto di folla che vuole spingere i loro beniamini alla vittoria che manca da troppo tempo. Il Genoa conduce fino al 60' poi Puricelli pareggia e nei minuti finali beffa i Genoani che perderanno poi anche la ripetizione della partita col Novara.
L'anno seguente, il 9 febbraio del 1941, alle 8,15 della mattina Genova viene bombardata per un'ora e mezza dalla flotta inglese. Nonostante i danni e le 144 vittime nel pomeriggio è numerosissimo il pubblico che assiste al Ferraris al due a zero che il Genoa infligge alla Juventus.
Nel 1941-42 arriva un 4º posto ma i Grifoni infliggono la sconfitta, 2 a 0 in casa e 2 a 1 a Roma, alla squadra giallorossa che con solo 4 sconfitte diventerà per la prima volta campione d'Italia. Altri risultati di spicco sono un sei ad uno all'Ambrosiana-Inter ed un sei a zero al Modena.
Lo stesso anno si disputa uno dei più incredibili derby giocati dal Genoa. Alla fine del primo tempo i rossoblù soccombono per tre a uno mentre alla fine della partita la rete di Ispiro messa a segno all'86' fissa il risultato sul quattro a tre per il Grifone.
L'ultimo campionato anteguerra vede trionfare il Torino mentre il 5º posto del Genoa viene contornato da tennistici sei ad uno al L.R. Vicenza e sei a cinque alla Lazio.

### Il Genoa degli stranieri Verdeal, Boyè, Gren e Abbadie

La formazione del Genoa nel 1947-48, il penultimo in piedi è Verdeal

La formazione del Genoa nel 1949-50, in una gara di campionato contro il Torino

Da sinistra il terzo in piedi è Abbadie. L'ultimo seduto con la fascia di capitano è Carapellese

Il Genoa dell'immediato dopoguerra, pur giocando stabilmente in A, è certamente una squadra ridimensionata rispetto a quello che gli appassionati di calcio erano abituati a vedere. In effetti dopo la fine della seconda guerra mondiale si può dire che la popolarità del Grifone (pari a quella della Juventus e del Torino almeno fino agli anni sessanta) sia inversamente proporzionale ai risultati che la squadra raggiunse in campo. Nonostante ciò alcuni giocatori, tra cui in particolare tre sudamericani, tra il '45 ed il '59 riuscirono a far sognare i tifosi rossoblù.
L'argentino Juan Carlos Verdeal, fu grande protagonista tra le file del grifone nel campionato 1948-49 portando il Genoa a chiudere il girone di andata alle spalle del leggendario Torino. Dopo un sette ad uno al Padova ed un quattro ad uno all'Inter il 26 dicembre del 1948 anche la squadra granata (scomparsa poi nella tragedia di Superga) subiva un rotondo tre a zero al Ferraris perdendo così per l'ultima volta una partita in campionato.
Verdeal in una partita contro il Modena, con il campo ridotto ad un pantano per la copiosa pioggia, palleggiando partì quasi da centrocampo arrivando senza far toccar palla a terra fino al goal. La squadra comunque non era competitiva per il titolo e nel girone di ritorno non riuscì a ripetersi. Verdeal, dopo tre anni in rossoblù, lasciò il Genoa a fine stagione ed in seguito, tornato in patria, abbandonò definitivamente il mondo calcistico.
Nel 1976, credendosi ormai dimenticato, Verdeal accetterà con sorpresa l'invito ad intervenire alla festa della promozione in serie A. In quell'occasione, sfilerà sotto la Gradinata Nord e l'affetto ricevuto gli farà prendere la decisione di essere sepolto con indosso una cravatta rossoblù che gli era stata donata.
L'anno seguente a Genova giunge un altro argentino Mario Boyé. Giocatore del Boca e della nazionale arrivato in Italia venne subito paragonato a Levratto. Boyé, da qualunque distanza, prendeva la mira e scagliava delle vere e proprie sassate contro la porta avversaria.
Da ricordare una rete segnata quasi da centrocampo contro la Triestina e un siluro su punizione messo sotto all'incrocio della porta dell'Inter. Tuttavia, Boyé giocò solo 18 partite mettendo a segno 12 reti poiché, per problemi di ambientamento della moglie, decise di approfittare della trasferta contro la Roma per prendere l'aereo e tornare in patria.
Doveroso è aprire una piccola parentesi per quel che riguarda il campionato 1955-56. Nelle file del Genoa, in cui è già presente Ragnar Nikolai Larsen, arrivano altri due stranieri di cui uno sudamericano che è, per la precisione, il terzo brasiliano a vestire la maglia rossoblù dopo José de Rodrigues Martins ed Elisio Gabardo.
Il carioca in questione è Maurinho Di Pietro che arriva a Genova con la fama di vero goleador e sul quale naturalmente si fa grande affidamento. Per lui, certo più accostabile ad Elói che a Gabardo, solo otto presenze e due reti, di cui una in acrobazia, che entrano nella storia perché risultano decisive per la vittoria rossoblù nel derby contro la Sampdoria ma che certo non bastano per evitare di essere rispedito al mittente al termine della stagione.
Il secondo giocatore è svedese e si chiama Gunnar Gren. "Il professore" giunge dalla Svezia in rossoblù visto che la Fiorentina, forse ritenendolo ormai troppo vecchio, aveva deciso di privarsene lasciandolo tornare in patria. Naturalmente Gunnar Gren non è d'accordo e vuole dimostrare di poter ancora illuminare gli stadi coi suoi perfetti assist come faceva ai vecchi tempi nel Milan dove formava un famoso terzetto con Liedholm e Nordahl. Il Genoa disputa un discreto campionato piazzandosi a centro classifica ma oltre al derby si toglie diverse soddisfazioni.
A cadere al Ferraris infatti sono in fila le prime tre classificate Fiorentina, Milan e Inter. Il Milan viene superato tre ad uno, i nerazzurri quattro a tre con una rete di Riccardo Carapellese segnata all'88' quando fino al 65' i rossoblù soccombevano per 1 a 3 ma il capolavoro avviene l'ultima giornata quando a Genova arriva ancora imbattuta la Fiorentina fresca Campione d'Italia. Passati in svantaggio, proprio Gunnar Gren al 76' pareggia la partita e nel finale Attilio Frizzi e Carapellese tolgono la soddisfazione ai viola di terminare il campionato senza sconfitta.
Julio Cesar Abbadie, messosi in luce ai mondiali svizzeri, proveniva dall'Uruguay dove aveva vinto tutto con il Peñarol sua squadra d'origine. Arrivato in una squadra che poteva contare sull'esperto Becattini e la sorpresa Paolo Barison ma che non poteva che ambire alla zona bassa della classifica trascinò nel 1957-58 i suoi compagni ad una miracolosa salvezza. Il Genoa, ribaltando i pronostici e il risultato che si stava verificando sul campo, si aggiudicò, grazie a tre suoi assist vincenti, il derby per tre ad uno. Seppur non segnando sui giornali venne riportato che l'uruguaiano si era aggiudicato la partita da solo.
Terminato fanalino di coda con solo 11 punti il Genoa sfoderò un girone di ritorno sfavillante riportando vittorie su Napoli, Roma, L.R. Vicenza, Udinese con un goal di testa di Abbadie segnato al 90', Verona dove l'uruguaiano sfoderò una prestazione pari a quella nel derby, Lazio e Milan che venne superato 5 a 1 a San Siro.
Abbadie ebbe gravi problemi di salute e la sua avventura a Genova si concluse due anni dopo con la retrocessione dei rossoblù in Serie B ma la classe con cui superava gli avversari come fossero birilli non fu mai dimenticata e come Verdeal, nel 2004 fu invitato a sfilare sotto la Gradinata Nord prima della sfida contro l'Empoli.

## Gli anni 1960
Genova, 29 giugno 1962, Stadio Luigi Ferraris
 Genoa – Grenoble 

1 – 0

- Genoa: Da Pozzo, Melloni, Bruno, Baveni, Carlini, Rivara, Granella, Grizzetti, Galli, Natta, Frignani
- Allenatore: Gei

- Grenoble: Abad, Fossoud, Mourier, Desgranges, Donnard, Dereuddre, Boulle, Guillas, Lewandowicz, Novaro, Van Rhijn
- Allenatore: Fornetti

- Marcatori:  66’ Natta
- Arbitro: Adami (Roma)

I genoani vincitori della Coppa delle Alpi 1962.

Dopo due anni in cadetteria, grazie al primo posto ottenuto nella Serie B 1961-1962 ritorna a giocare in Serie A. Il 29 giugno 1962 il Genoa guidato da Renato Gei si aggiudica il suo primo trofeo internazionale, con la vittoria della Coppa delle Alpi 1962, superando in finale i francesi del Grenoble per 1-0 grazie alla rete di testa di Pietro Natta su corner di Amleto Frignani.
L'anno seguente il Grifone, guidato da Angelo Rosso, si aggiudica il suo secondo torneo internazionale vincendo la Coppa dell'Amicizia italo-francese 1963, sconfiggendo in finale il Milan per 2-1 grazie ad una doppietta di Stefano Dal Monte, servito entrambe le volte da Luigi Meroni.
Nella stagione 1963-1964 il Genoa guidato dall'argentino Benjamín Santos ottiene l'ottavo posto finale in campionato, miglior piazzamento del club genovese dal dopoguerra, primato che resterà imbattuto sino al campionato 1990-1991. In estate il Genoa vince anche la sua seconda Coppa delle Alpi, battendo in finale 2-0 il Catania, grazie ad una doppietta di Giampaolo Piaceri.
La stagione seguente parte malissimo, poiché il 21 luglio 1964 Santos muore in un incidente stradale a La Coruña (Spagna). Alla guida del Grifone subentrò dapprima Paulo Amaral, che venne poi sostituito da Roberto Lerici, che non riuscì ad evitare la retrocessione della squadra in cadetteria.
Nel 1966, su invito della Federcalcio il club viene messo in liquidazione e trasformato in una società per azioni, cambiando denominazione in Genoa 1893 S.p.a., mantenendo però lo storico nome sino al 18 giugno dell'anno seguente.
Dopo cinque stagioni tra i cadetti, il Genoa conclude il decennio retrocedendo per la prima volta nella sua storia in Serie C, a causa del ventesimo ed ultimo posto nella Serie B 1969-1970.

## Gli anni 1970
Mentre la città, tra le più importanti ed operose d'Italia, raggiunge il punto di massimo sviluppo toccando quasi il milione di abitanti, la squadra rossoblù tocca il fondo retrocedendo per la prima volta in Serie C al termine della stagione 1969-70.

1972-73 La Gradinata Nord festeggia il ritorno del Grifone in Serie A (Al tempo la Gradinata poteva ospitare fino a 15.000 spettatori)

In soccorso del Genoa, oltre ai suoi tifosi, arriva sulla panchina Arturo Silvestri e il 13 giugno del 1971 per Genoa-Rimini al Ferraris 55.000 rossoblù festeggiano il ritorno del Grifone in Serie B grazie alla vittoria della Serie C 1970-1971. La cosa si ripete due anni dopo il 17 giugno del 1973 quando uno stadio stipato all'inverosimile, nella partita contro il Lecco, questa volta saluta il ritorno del glorioso Grifone in Serie A al termine della stagione 1972-73.
Tra i protagonisti di quegli anni vanno ricordati tra gli altri Sidio Corradi, Maurizio Turone detto Ramon, Luigi Simoni, Claudio Maselli e Attilio Perotti che in futuro rientreranno a far parte con diversi ruoli della storia genoana.
I problemi finanziari impediranno la costruzione di una squadra competitiva e la stagione 1973-74 si conclude con un ritorno in cadetteria.
Passano due anni e il tre a zero casalingo col Modena sancisce l'ennesimo primo posto in Serie B con conseguente promozione per i rossoblù guidati da Luigi Simoni al termine della stagione 1975-76.

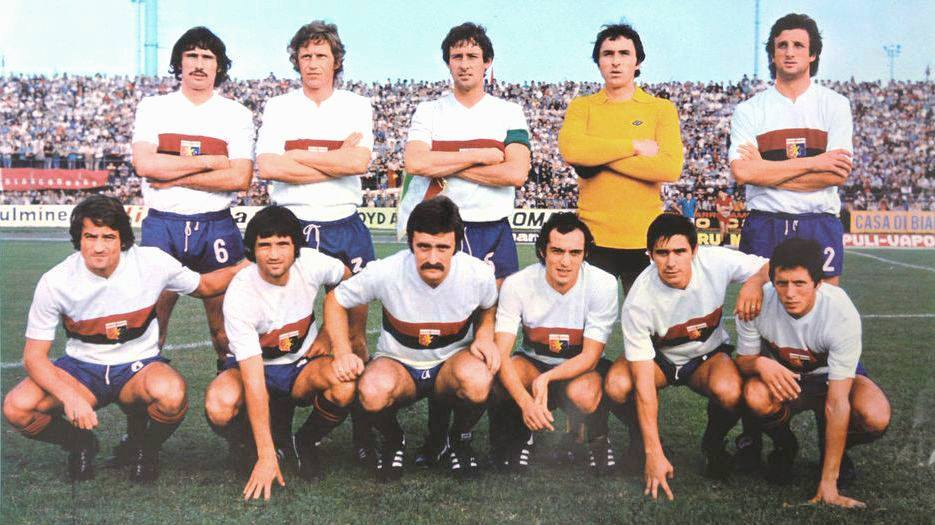
Il Genoa 1975-76. Da sinistra: Castronaro, Croci, Rosato, Girardi, Ciampoli. Rizzo, Arcoleo, Pruzzo, Bonci, B. Conti, Catania

Il campionato 1976-77 inizia male, il Genoa dopo sei giornate è ultimo in classifica ma grazie alle reti di Roberto Pruzzo e Oscar Damiani il Grifone inizia vincere e scalare la classifica. Si arriva alla ventesima, dove è in programma il derby, con il Genoa a centro classifica e con la Sampdoria al penultimo posto.
I Grifoni sognano di contribuire alla retrocessione dei rivali in Serie B ma dopo solo tre minuti Zecchini porta in vantaggio i blucerchiati. Allo scadere del primo tempo Damiani raccoglie una respinta del portiere doriano e con un tocco sotto la palla lo supera pareggiando l'incontro.
Nel secondo tempo i rossoblù si disperano per un calcio di rigore fallito da Pruzzo, ma al 78' lo stesso attaccante si rifà quando, per raccogliere un traversone partito dalla sinistra, vola alto e spedisce la palla alle spalle del portiere tra il tripudio della folla.
L'anno seguente invece inverte i fattori, l'inizio sfolgorante vede i rossoblù in testa dopo 5 giornate mentre il finale è amaro con il Genoa retrocesso in B per 1 solo gol di svantaggio nella differenza reti con la Fiorentina.
Retrocessione che poteva essere evitata quando alla penultima giornata di campionato contro l'Inter il Genoa si era fatto raggiungere sul pari a 10 minuti dalla fine e proprio bomber Pruzzo, cinque minuti dopo, sotto una copiosa pioggia si era fatto parare da Bordon un calcio di rigore.
Ceduto Pruzzo alla Roma, nella quale assieme ad altri ex genoani come Sebastiano Nela e Bruno Conti vincerà lo scudetto, gli anni settanta si concludono con una doppietta di Damiani nel derby vinto per due a zero e un 12º posto finale in Serie B.
Genova, 13 giugno 1971, Stadio Luigi Ferraris
 Genoa – Rimini 

2 – 1

- Genoa: Benini, Bittolo, Cini, Derlin, Ferrari, Lonardi, Maselli, Perotti, Rossetti, Speggiorin, Turone.
- Allenatore: Silvestri.

- Rimini: Conti, Ferrari, Franchini, Garri, Isetti, Macciò, Natali, Sarti, Spadoni, Zengarini.
- Allenatore: ?.

- Arbitro: Gialluisi (Barletta)
- Marcatori:  6’ Speggiorin,  11’ (aut.) Rossetti,  66’ (rig.) Turone.

## Gli anni 1980

Una formazione del Genoa nel 1980-81, stagione del ritorno dei rossoblù in Serie A.

Il campionato di Serie B 1980-1981 si presentò in veste fortemente anomala in quanto, in seguito a indagini sul calcioscommesse, il Milan e la Lazio avevano subito la retrocessione d'ufficio.
Sulla panchina del Genoa era intanto tornato Luigi Simoni, fresco di una promozione con il Brescia ottenuta l'anno precedente. Il Grifone iniziò il campionato con grandi difficoltà e raccogliendo pochi punti ma riuscì presto a recuperare il distacco, mantenendosi sulla scia del terzo posto e terminando il girone d'andata a soli due punti da Cesena e Sampdoria.
La svolta definitiva della stagione giunse dopo la terza giornata di ritorno, quando i rossoblù pareggiarono zero a zero col Milan al Ferraris. Nelle restanti 16 giornate il Grifone di Silvano Martina, Claudio Onofri, Claudio Sala e dei giovanissimi Sebastiano Nela, Russo e Boito uscì sconfitto una sola volta, riuscendo a ottenere punti preziosi nel derby e in una decisiva partita all'Olimpico contro la Lazio.
Dopo le vittorie nello scontro diretto contro il Cesena e poi nella penultima giornata a Bergamo, il Genoa riuscì a sorpassare la Lazio, che aveva terminato la propria gara casalinga pareggiando con il L.R. Vicenza dopo aver sprecato due rigori. Le sirene al porto festeggiarono l'evento e l'insperata promozione fu definitivamente raggiunta allo Stadio Luigi Ferraris la domenica seguente, quando il Grifone concluse la partita con un due a zero sul Rimini.
Nella campagna acquisti per la nuova stagione Sebastiano Nela andò a fare compagnia a Roberto Pruzzo e Bruno Conti a Roma mentre al Genoa venne ceduto in cambio Vincenzo Romano. Come unico straniero tesserabile venne acquistato René Vandereycken, capitano della Nazionale del Belgio.
Il Grifone riuscì comunque a disputare un buon girone d'andata, simboleggiato dal pareggio a Milano con l'Inter e dal 2-1 rifilato al Ferraris alla Juventus. Da ricordare in negativo lo scontro, nel mezzo della partita di Firenze, tra Martina e il nazionale Antognoni, con quest'ultimo che rischiò la vita in seguito a un forte trauma.
Proprio il portiere rossoblù e Massimo Briaschi risultarono poi decisivi per la salvezza della squadra di Luigi Simoni che, dopo un girone di ritorno ricco di sconfitte, sembrava ormai destinata alla retrocessione. A cinque giornate dal termine il Genoa, meglio posizionato in classifica, dovette affrontare di fila le sue tre dirette concorrenti, perdendo le prime due partite con il Milan e il Cagliari entrambe con un risultato di due ad uno, ma vincendo con il Bologna, condannandolo di fatto alla retrocessione.
La domenica seguente i Grifoni sconfissero con un due a zero grazie alle reti di Russo e Briaschi) il Catanzaro, portando la classifica a un turno dal termine con questi punteggi: Cagliari e Genoa a 24, Bologna a 23, Milan a 22 e Como ormai già retrocesso.
I rossoneri incontrarono il Cesena mentre i rossoblù il Napoli. A fine primo tempo il Genoa concluse in vantaggio con rete di Briaschi mentre il Milan era al momento sconfitto in Romagna. Nel secondo tempo il Grifone incassò due reti ma la situazione non apparve preoccupante poiché poco prima era giunto il due a zero per il Cesena.
In quattordici minuti i milanesi capovolsero il risultato e a fine partita i tifosi poterono entrare in campo festanti. Nello stesso momento Castellini, portiere del Napoli, nel gesto di passare la palla con la mano ad un compagno, gettò la stessa all'indietro in angolo. Sulla battuta s'avventò Mario Faccenda che in scivolata segnò. Gli ultimi cinque minuti trascorsero con falli di mano a ripetizione e palle scagliate in tribuna.

Una formazione del Genoa nel 1985-86, con la seconda divisa gialla.

Il Genoa ottenne nel 1983 un'altra salvezza meno sofferta. I ragazzi di Simoni giocarono un buon calcio e nel girone di ritorno, dopo un quattro ad uno al Catanzaro, si ritrovarono a tre punti dalla quarta posizione. Sopraggiunse però un calo fisico che costrinse i rossoblù a centrare il traguardo della salvezza matematica "solo" alla penultima giornata, festeggiando in simultanea con lo scudetto della Roma.
L'anno seguente il Grifone conobbe nuovamente l'onta della retrocessione, in seguito anche a una sconfitta in uno scontro diretto con la Lazio, finita poi a pari punti al terz'ultimo posto, nel quale il Genoa contestò un decisivo rigore concesso agli avversari. Così i rossoblù, nonostante risultati finali positivi che non riuscirono a compensare i punti persi in precedenza, retrocessero.

Aldo Spinelli, presidente del Genoa dal 1985 al 1997

Iniziò così un nuovo periodo buio per la squadra, un quinquennio tra i cadetti. Cinque anni in B che portarono a una rivoluzione societaria con l'abbandono dell'ormai contestato Fossati e l'arrivo di Spinelli, un continuo cambio di allenatori, dirigenti e giocatori, e una promozione sfiorata e persa all'ultima giornata nel 1987.
Il Genoa, allenato da mister Perotti, perse a Lecce, in campo neutro, contro il Taranto. Un anno dopo venne rischiata la retrocessione in serie C, evitata grazie alla vittoria in trasferta contro il Modena per tre a uno davanti a settemila tifosi rossoblù.
Gli anni in cadetteria terminarono con il ritorno di Sogliano come direttore generale e con l'approdo di Franco Scoglio in panchina. La solidità della difesa, capitanata da Gianluca Signorini, la rapidità del centrocampo guidato dall'estroso Stefano Eranio e le reti segnate dalla coppia d'attacco Marco Nappi e Davide Fontolan, portarono la promozione in casa rossoblù, ottenuta anche grazie a un positivo girone di andata.
L'anno seguente il Genoa riuscì ad ottenere una meritata salvezza e al termine del campionato Franco Scoglio lasciò la squadra, causa attriti con Aldo Spinelli.
L'abbandono della panchina da parte del tecnico di Lipari avvenne poco prima della finale della Coppa Mitropa 1990, disputata in Puglia, che vide il Genoa affrontare il Bari e conclusasi con una sconfitta dei rossoblù per 1-0.

## Gli anni 1990: dall'Europa allo spareggio di Firenze

### 1990-91: il Genoa in Europa

Osvaldo Bagnoli portò il Genoa al 4º posto in classifica

Il nuovo mister, Bagnoli, sostituì il professor Scoglio.
L'arrivo di Bagnoli non fu però acclamato dalla tifoseria genoana, nonostante un mercato che vide la partenza di Fontolan e l'arrivo del vicebomber dei mondiali, Tomáš Skuhravý, che comporrà, dopo un avvio zoppicante, una storica coppia con Aguilera. Il Genoa salì, dopo una stagione trionfale, alla vetta più alta del Dopoguerra, il 4º posto, ottenendo la qualificazione alla Coppa UEFA.
Quella formazione che col tempo divenne mitica dovette però passare attraverso una contestazione a inizio campionato, il Genoa non riusciva ad ingranare ed in Coppa Italia fu eliminato dalla Roma per un rigore sbagliato da Mario Bortolazzi, che venne preso di mira dai tifosi rossoblù. A fine partita Osvaldo Bagnoli, per primo nella storia del Genoa, tirò le orecchie alla Gradinata Nord, accusandola di immaturità.
Quell'episodio poteva far pensare a una disfatta dell'ambiente e dello spogliatoio, ma c'era il derby alle porte e nessuno voleva sfigurare contro i temibili "cugini".
Nei pronostici il Genoa era dato per spacciato, ma non fu così: il Grifone entrò in campo deciso e determinato, il genovese Eranio dopo una aver dribblato diversi avversari calciò un tiro imprendibile sotto al sette della porta difesa da Pagliuca.
Un rigore concesso alla squadra blucerchiata e trasformato da Vialli, sembrava togliere le speranze dell'impresa, ma a pochi minuti dalla fine, una magistrale punizione del futuro campione del mondo Claudio Branco permise di battere la squadra allenata da Boskov.

Gianluca Signorini, storico capitano del Genoa nei primi anni novanta.

Da quell'incontro il Grifone iniziò a disputare un campionato di buon livello, permettendo al Genoa, attraverso il 4º posto in classifica, di approdare alla Coppa UEFA 1991-1992.
Genova, 26 maggio 1991, Stadio Luigi Ferraris
 Genoa – Juventus 

2 – 0

- Genoa: Aguilera, Bortolazzi, Braglia, Branco, Caricola, Eranio, Onorati, Ruotolo, Signorini, Skuhravý, Torrente.
- Allenatore: Bagnoli.

- Juventus: Alessio, Baggio (sot. da Di Canio), De Agostini, Galia, Hässler (sost. da Casiraghi), Júlio César, Luppi, Marocchi, Napoli, Schillaci, Tacconi
- Allenatore: Maifredi.

- Arbitro: Luci (Firenze)
- Marcatori:  20’ Branco,  46’ Skuhravý

### 1991-92: la cavalcata in Europa
Il Genoa visse così l'anno seguente un campionato di buon livello che chiuderà, dopo una flessione, con il raggiungimento della salvezza. In Coppa Italia il Grifone giunse ai quarti di finale mentre in Coppa UEFA, rischiata l'eliminazione al primo turno con il Real Oviedo, i rossoblù eliminarono prima la Dinamo Bucarest ai sedicesimi di finale, poi la Steaua Bucarest agli ottavi di finale.
Arrivato ai quarti di finale il Grifone si trovò di fronte il Liverpool.
Nella partita di andata il Genoa dominò gli avversari ed andò in vantaggio con Valeriano Fiorin su passaggio di tacco di Pato Aguilera, e raddoppiò con Claudio Branco su punizione, decretando il due a zero conclusivo.
Nella partita di ritorno in Inghilterra i Reds per 90 minuti misero sotto assedio il Genoa di Bagnoli, ma grazie ad un'azione di contropiede nata da Gennaro Ruotolo, Aguilera riuscì a segnare la rete del vantaggio rossoblù. Gli inglesi arrivarono al pareggio immediatamente con Rush. Al 72º minuto di gioco, Eranio triangolando a centrocampo con Skuhravy riesce a portarsi avanti, verso la porta difesa da Hooper, che nel frattempo era uscito dai pali, ed a passarla ad Aguilera, che aveva seguito l'azione e che poté appoggiarla in rete per il definitivo successo per 1-2.
Il Genoa diventò così la prima squadra italiana a vincere all'Anfield Road in una gara ufficiale nelle coppe europee.

Una formazione del Genoa 1990-1991, al suo migliore piazzamento dal periodo interbellico con il quarto posto finale in Serie A

Questo trionfo chiuderà di fatto un altro miniciclo rossoblù poiché la squadra, alla vigilia della prestigiosa semifinale di Coppa Uefa con l'Ajax, ruppe con la società per una questione relativa ai premi, mentre il mister si accordò con l'Inter per la stagione successiva e Aguilera venne ceduto dal Presidente Spinelli al Torino. Nelle semifinali di Coppa Uefa all'andata il Genoa al Ferraris perse in casa per 2-3 con l'Ajax, al ritorno all'Amsterdam Arena nei Paesi Bassi Ajax-Genoa finì in perfetta parità 1-1, l'Ajax si qualificò alla finale, mentre la cavalcata del Genoa si concluse alle semifinali.
Seguirono così due tormentate stagioni che videro Spinelli contestato dalla piazza, l'arrivo di giocatori importanti come Van't Schip e Padovano che non incidono, giovani che esplodono e partono come Panucci e Fortunato, periodi terminati con il ritorno di Scoglio che riuscì a salvare la squadra nel 1993.

### Il ritorno del Professore e la retrocessione
Il Genoa di Claudio Maselli non decolla e si trova pericolosamente al penultimo posto della classifica di serie A.
A gennaio viene richiamato sulla panchina rossoblù il Professor Franco Scoglio, che riesce a rimettere in sesto la stagione, perdendo solo due partite, pareggiando senza subire reti contro Juventus e Milan ed andando persino a vincere tre ad uno a Milano contro l'Inter. I numeri sono da squadra di vertice, infatti contando solo il girone di ritorno, il Genoa sarebbe 5º in classifica.

Gli stranieri del Genoa nei primi anni novanta: l'uruguaiano Carlos Alberto Aguilera, il cecoslovacco Tomáš Skuhravý e il brasiliano Branco.

L'anno seguente però nel 1994-1995 il Professore fu nuovamente esonerato a causa di un battibecco col presidente Spinelli per il poco impiego da parte di Scoglio del nuovo arrivo Kazuyoshi Miura, primo calciatore nipponico ad essere ingaggiato da un club italiano che deluse le aspettative, riuscì infatti a segnare un'unica rete durante il Derby di Genova.
Il club rossoblù retrocedette in cadetteria perdendo a Firenze lo spareggio contro il Padova dopo i calci di rigore, pur avendo ottenuto quaranta punti durante la stagione regolare.
Liverpool, 18 marzo 1992, Anfield
 Liverpool -  Genoa

1 – 2

- Liverpool: Barnes, Burrows, Hooper, Jones, Marsh, McManaman, Mølby, Nicol, Rush, Saunders, Wright.
- Allenatore: Sousness.

- Genoa: Aguilera, Bortolazzi, Braglia, Branco, Collovati, Eranio, Onorati, Ruotolo, Signorini, Skuhravý, Torrente.
- Allenatore: Bagnoli.

- Arbitro: Van der Wijngaert (Belgio)
- Marcatori:  28’,  72’ Aguilera (G),  49’ Rush (L).

### 1995-97: la vittoria del torneo Anglo-Italiano
Il Genoa caduto in B viene affidato al tecnico Luigi Radice, dall'Empoli arriva il giovane promettente Vincenzo Montella e ritorna Marco Nappi.
Il girone d'andata è impreziosito dal 7-0 contro la Reggina, ma nel girone di ritorno vi è una flessione nei risultati ed a fine stagione il Genoa arriverà solamente settimo. Nota positiva sarà la vittoria del torneo anglo-italiano a Wembley, battendo il Port Vale cinque a due, grazie ad una tripletta di Gennarino Ruotolo.
Nel mercato estivo seguente, il nuovo idolo Montella passerà alla Sampdoria, scatenando l'ira dei tifosi rossoblù.
Nella stagione 1996/97, nonostante avesse espresso il miglior attacco e la miglior difesa, il Genoa ottenne con Perotti allenatore il 5º posto, perdendo la serie A di un soffio a Ravenna alla penultima giornata con un inutile pareggio contro il club giallorosso davanti a ottomila tifosi al seguito.

## Gli anni 2000

### L'era Scerni e Dalla Costa, il Genoa rischia il fallimento
Inizia il nuovo millennio, ma le sorti del Genoa non cambiano, anzi peggiorano. Il Genoa passa nelle mani di Gianni Scerni, ma i risultati scarseggiano e le contestazioni arrivano presto, così che prima Massimo Mauro, ex giocatore di Juventus e Napoli, poi lo stesso azionista di riferimento Scerni lasciano la presidenza.
Scerni passa la mano e cede il pacchetto di maggioranza della società all'imprenditore veneto Luigi Dalla Costa.
Dalla Costa diventerà poi l'unico proprietario, e, dopo alcuni investimenti sbagliati, porterà il Genoa ad un passo dal fallimento, comunque non avvenuto grazie all'aiuto della Costa Crociere prima e di Enrico Preziosi dopo.

Cosimo Francioso, bomber genoano nei difficili anni a cavallo di secondo e terzo millennio.

Nel 2003 Onofri lascia la panchina rossoblù nel precampionato a causa del troppo stress dovuto alle grandi pressioni che derivavano dal ruolo di allenatore ed alla recente scomparsa dell'amico ed ex bandiera del Genoa, Fabrizio Gorin.
La panchina viene lasciata nelle mani di Vincenzo Torrente, ma non essendo ancora allenatore professionista sarà affiancato da Rino Lavezzini.
La squadra naviga nelle zone basse della classifica, a gennaio vengono venduti i migliori giocatori e arriva la retrocessione in Serie C.
Durante l'estate, grazie al "Caso Catania" il Genoa verrà ripescato in B assieme a Catania e Salernitana, mentre la Fiorentina, dopo aver vinto il campionato di C2 passerà direttamente nel campionato cadetto.

### 2003-04: inizia l'era Preziosi
La stagione 2003-2004, iniziata con Roberto Donadoni in panchina e proseguita con l'ingaggio di De Canio, servì per porre le basi per la promozione dell'anno seguente, con un Genoa che prima rischiò la retrocessione per tutto il girone di andata e poi risalì, grazie al mercato di gennaio, con l'arrivo di calciatori come Milito, Tedesco e Scarpi.
Il primo in particolare, un attaccante argentino proveniente dal Racing Avellaneda con cui aveva appena vinto il campionato nazionale, dette un grande apporto alla squadra con i suoi goal.
Nell'estate successiva il nuovo patron lavorò per la promozione, portando altri innesti e ripartendo dalla precedente gestione De Canio.
A seguito dell'eliminazione dalla Coppa Italia arrivata dopo la sconfitta in casa dal Lumezzane con una tripletta di Davide Sinigaglia, il tecnico fu esonerato e ci fu il successivo arrivo di Serse Cosmi. Il girone di andata si concluse con 46 punti, primo posto e molti record stagionali.
Dopo la vittoria con il Catanzaro alla terz'ultima giornata, il Grifone, quasi matematicamente in A, affrontò la sfida con il Piacenza, che portò ad un pareggio due a due di fronte a 18.000 tifosi seguito da una rissa e da maxi-squalifiche. All'ultima giornata, di fronte a 40 000 sostenitori, il Genoa affrontò il Venezia, già matematicamente retrocesso, ottenendo la vittoria promozione, seppur soffrendo ancora almeno per tre quarti di partita, per tre a due.
Il Genoa si classifica al primo posto del campionato di Serie B, ma per la giustizia sportiva la società del presidente Enrico Preziosi ha commesso un illecito sportivo, presumendo secondo gli atti prodotti ufficialmente un accordo col Venezia (squadra in quel momento già retrocessa) riguardo alla normalizzazione (ovvero una pressione per evitare che l'incontro sia truccato da parte di terzi interessati) della partita Genoa-Venezia dell'ultima giornata di campionato, decisivo per la promozione dei liguri. Tesi rafforzata da intercettazioni telefoniche e dal ritrovamento di una valigetta contenente 250.000 euro. Presso la sede dell'azienda di Preziosi, a Cogliate, in provincia di Milano, la Guardia di Finanza blocca infatti Pino Pagliara, consulente del Venezia e procuratore FIFA, rinvenendo nell'auto, come risulta dagli atti ufficiali dei Carabinieri, assieme al contratto di cessione di un giocatore sudamericano (Rubén Maldonado) due buste regolarmente intestate alla società Genoa Cricket & Football Club contenenti 250 000 euro in contanti.
Al termine di un processo sportivo, a Preziosi è riconosciuta la responsabilità diretta dell'illecito per la normalizzazione dell'incontro e il Genoa è retrocesso in Serie C1 con 3 punti di penalizzazione (poi inaspriti per aver utilizzato un giocatore sotto squalifica). Fu poi ipotizzato che la sentenza fosse già stata scritta prima del processo stesso, ma tutto ciò non venne tenuto in considerazione e il processo venne ritenuto valido. Nel processo ordinario (per associazione a delinquere finalizzata alla frode sportiva) il reato viene derubricato e Prezioni è riconosciuto innocente riguardo all'imputazione di associazione a delinquere, mentre il 2 marzo 2007 viene riconosciuto colpevole nel processo di primo grado per illecito sportivo e condannato a 4 mesi di reclusione e 400 euro di multa.
Preziosi reclama giustizia, in particolar modo, oltre al merito della questione, sul metodo utilizzato dalla Procura di Genova per acquisire le intercettazioni telefoniche costituenti base fondante del successivo processo sportivo; sulla mancata indagine riguardo alle altre diramazioni della vicenda (in una delle intercettazioni si fa riferimento ad un'auto diretta da Torino, concorrente diretto del Genoa per la A, verso Venezia, alludendo ad un incentivo ai lagunari da parte della dirigenza granata); ma anche e soprattutto dai metodi e dai comportamenti tenuti dai giudici sportivi nel corso dei procedimenti.
Sull'operato della Commissione Disciplinare e della CAF aleggiano infatti ombre e lacune: una grottesca vicenda di bigliettini scritti dai giudici durante l'arringa della difesa, diretti a schernire e offendere l'imputato Preziosi e il suo collegio difensivo, e accertamenti in corso da parte della Procura, corredati da perizie di specialisti Microsoft, per verificare la data della sentenza che ha condannato il Genoa, la quale risulta scritta tre giorni prima dell'inizio del processo.
In seguito però, il club venne coinvolto in un caso di illecito sportivo relativo a quest'ultima partita e, al termine del procedimento sportivo, venne declassato all'ultimo posto del campionato di Serie B 2004-2005 con conseguente retrocessione in Serie C1 con 3 punti di penalizzazione da scontare nella stagione 2005-2006. Si è trattata della seconda retrocessione in C nella storia rossoblù dopo quella avvenuta nel 1970.
Nella stagione 2005-2006, si verifica un ulteriore inasprimento della punizione a carico del Genoa con altri tre punti di penalità ed un ulteriore anno di interdizione al presidente Preziosi, per aver presentato ricorso in appello ad un Tribunale civile di Genova, violando così per la prima volta nella storia del calcio il lodo che attribuisce questo tipo di vertenze al TAR del Lazio. Questa sanzione non è stata confermata; pertanto i punti di penalizzazione sono rimasti i tre iniziali.
Restarono in rossoblù, nonostante il declassamento, Scarpi, Lamacchi, Tedesco, Rossi e Caccia ma la società è costretta a rinunciare a giocatori come Abbiati, Milito e Lavezzi.
La squadra affidata a Giovanni Vavassori, dopo alcune iniziali difficoltà, inanella una sequenza di vittorie. 
Successivamente viene revocata la vittoria contro il Ravenna per avere schierato un giocatore squalificato ed assegnando i tre punti a tavolino all'avversaria. I giocatori rossoblù, che accusano una flessione importante, che costa il posto al tecnico bergamasco, sostituito da Perotti, salvo ritornare una volta fallito l'obiettivo della promozione immediata, dato che a poche giornate dalla fine del campionato il Genoa viene raggiunto e superato dallo Spezia.
Il Genoa conquista comunque la promozione in Serie B ai play-off, battendo la Salernitana (1-2, 2-1, miglior piazzamento in classifica) in una semifinale, e il Monza (2-0, 0-1) in finale.
Fuori dal campo, sono da rimarcare altri due avvenimenti. Il primo è drammatico: il 3 ottobre 2005 Franco Scoglio, ospite di una trasmissione televisiva locale in onda su Primocanale, muore a causa di un infarto dopo un vivace confronto telefonico con il presidente del Genoa Enrico Preziosi.
La trasmissione viene sospesa per consentire l'intervento dei soccorritori del 118. Tutti i tentativi di rianimazione risultano tuttavia vani. Il conduttore, Giovanni Porcella, e gli ospiti in studio, tra cui Claudio Onofri e il giornalista Nino Pirito, cercano in ogni modo di rianimare Franco Scoglio prima dell'arrivo del 118, ma non riescono nel loro intento.
Al funerale del tecnico di Lipari, tenutosi a Genova, 8.000 persone gli hanno tributato l'ultimo saluto.
Genova, 4 giugno 2006, Stadio Luigi Ferraris
 Genoa –  Salernitana

2 – 1

- Genoa: Ambrogioni, Baldini, Coppola, Iliev, Lamacchi (78' Grabbi), López, Mamede (86' De Vezze), Moretti, Scarpi, Stellini.
- Allenatore: Vavassori.

- Salernitana: Ambrosio, Araboni, Cardinale, Ferraro (55' Magliocco), Ignoffo, Ingrosso, Princivalli, Scotti, Siniscalchi, Soligo, Di Vicino, .
- Allenatore: Cuoghi.

- Arbitro: Gervasoni (Mantova)
- Marcatori:  47’ Stellini (G),  76’ Magliocco (S),  85’ López (G).

Nel novembre 2005 il presidente e maggiore azionista, Enrico Preziosi, decide di cedere a titolo gratuito il 25% delle proprie azioni alla neo costituita Fondazione Genoa 1893, che si affianca alla Società Genoa CFC.
I primi Reggenti della Fondazione sono Sergio Maria Carbone e Andrea D'Angelo, avvocati e professori universitari di diritto internazionale il primo, e di diritto privato il secondo.
La Fondazione avrà prerogative di promozione, collaborazione e controllo dell'operato dei maggiori azionisti. La Fondazione è dotata di un patrimonio iniziale in denaro, e sarà affrancata da ogni eventuale perdita per un periodo non inferiore ai 10 anni.
In posizione di diritto di prelazione sulla vendita di quote della società, è amministrata da un Consiglio di reggenza composto da cinque persone; la tifoseria vi partecipa con la cessione del 7% di un qualsiasi abbonamento annuale, oppure versando una donazione ed acquisendo il diritto di voto in proporzione al proprio apporto economico.
Tra le prime iniziative vi è la costituzione di un Museo della Storia del Genoa, articolato intorno alla mostra allestita nell'estate 2008 Football. L'età dei Pionieri (1898-1908) - Viaggio nelle origini del calcio.

### 2006-07: il Genoa riconquista la serie A
Per affrontare la Serie B 2006-2007 vengono ingaggiati gli esperti De Rosa, Bega, Juric, Milanetto, Adailton, l'argentino Luciano Gabriel Figueroa, il giovane Criscito (il cui cartellino è in comproprietà con la Juventus), Sculli, che verrà squalificato per un presunto caso di calcio-scommesse e l'allenatore Gian Piero Gasperini, reduce dai successi nel settore giovanile della Juventus ed a Crotone.
Due promozioni dirette, una ai play-off: il format non cambia, ma è il campionato più duro della storia: con la Juventus retrocessa a causa di Calciopoli, con il Bologna, il Napoli e altre squadre di buon livello a contendere il ritorno nella massima serie. Il Genoa parte bene e per un certo tempo rimane al comando della classifica; dopo la grande partenza dei primi mesi, però, verso novembre-dicembre inizia una flessione, che vedrà il Grifone soccombere contro Spezia e Bologna.
Genoa-Juventus si conclude in un pareggio caratterizzato dal rigore sbagliato con Adailton, dalla rete su punizione di Pavel Nedvěd e dal pareggio di Ivan Juric. Dopo tale gara, il Genoa ottiene vari risultati positivi, superando il momento difficile patito a novembre; nel mercato di gennaio arrivano l'attaccante Marco Di Vaio, Julio Cesar Leon, Mirco Gasparetto, Filippo Carobbio e Francesco Galeoto. Di Vaio e Leon, con gli altri arrivi come Gasparetto, saranno determinanti per il girone di ritorno del Genoa: lo stesso Leon realizza un goal nel suo esordio con la maglia del Genoa, il 29 gennaio a Napoli, dopo che il Napoli era passato in vantaggio con un rigore di Emanuele Calaiò.
I Grifoncini di mister Torrente si aggiudicano intanto la 59ª edizione del torneo Mondiale di calcio - Coppa Carnevale battendo in finale la Roma per 2-1. Protagonisti del torneo i giovani Matteo Siligato (autore di una doppietta in finale), il mediano Silvano Raggio Garibaldi e Fernando Forestieri, premiato come miglior giocatore.

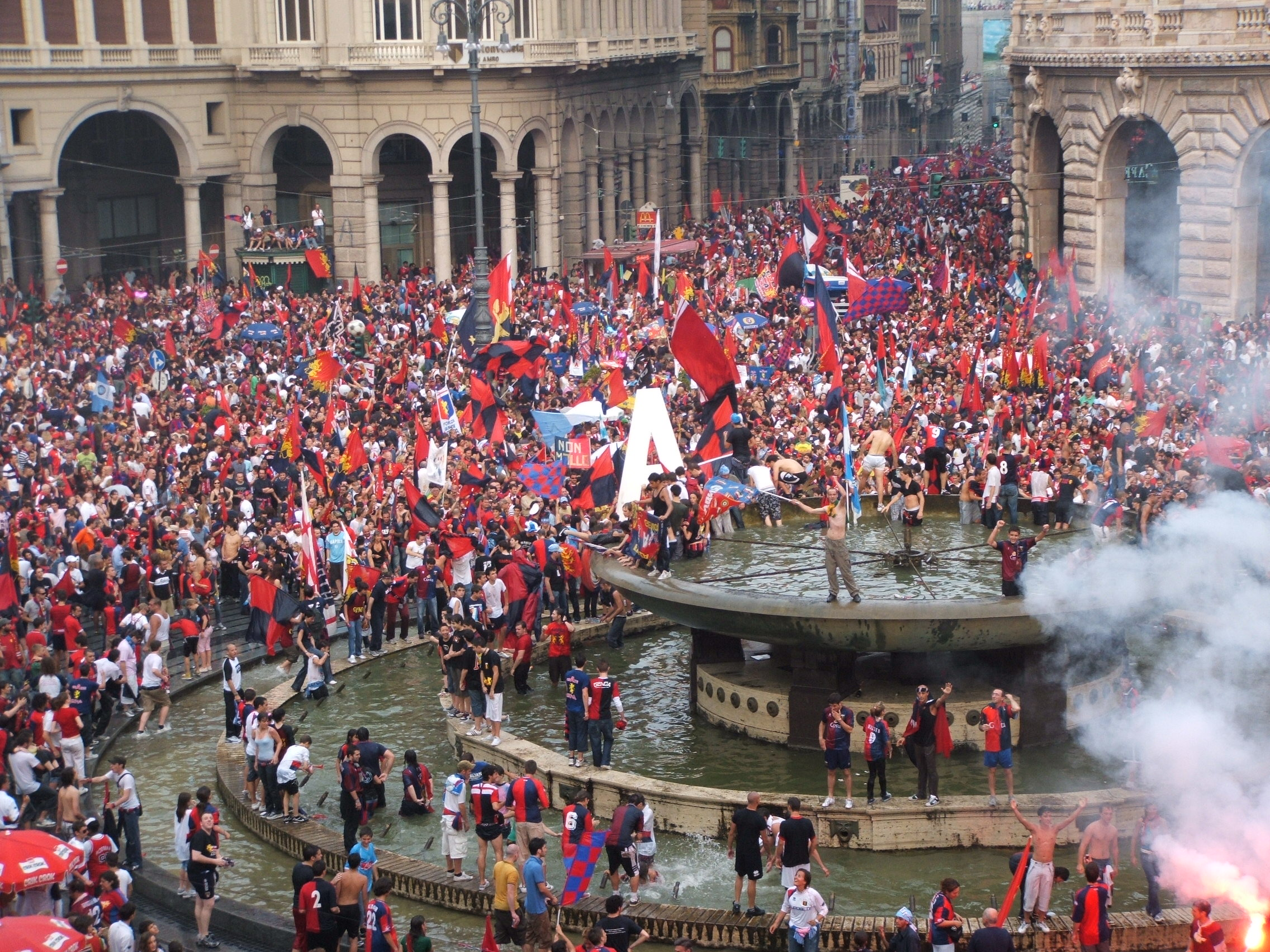
Genova: la fontana di Piazza De Ferrari sommersa di tifosi

A fine campionato il Genoa di Gasperini si ritrova tra le prime tre squadre in classifica, ed essendo la Juventus in testa con largo margine è il Napoli l'avversario da battere per ottenere la promozione diretta senza passare dai play-off. L'esito del torneo si deciderà per l'appunto nell'ultimo incontro stagionale che vedrà il Gifone affrontare per l'appunto i partenopei.
Dopo un acceso incontro in cui Sosa per il Napoli colpisce una traversa ed il Genoa un palo, giunge allo stadio la notizia del pareggio della Triestina contro il Piacenza, unica squadra che avrebbe potuto mantenere il distacco dalla terza classificata (Napoli o Genoa) sotto i dieci punti e far così disputare i play-off, causando la prima invasione di campo dei tifosi napoletani. Con ancora 6 minuti da disputare, i giocatori del Genoa, rimasti senza maglia prese dai tifosi in festa, dovettero correre negli spogliatoi a recuperare quelle di riserva per terminare l'incontro. Terminato l'incontro di Piacenza sul pari, a Marassi entrambe le tifoserie poterono festeggiare la promozione delle loro squadre.

### 2007-08: decimo posto

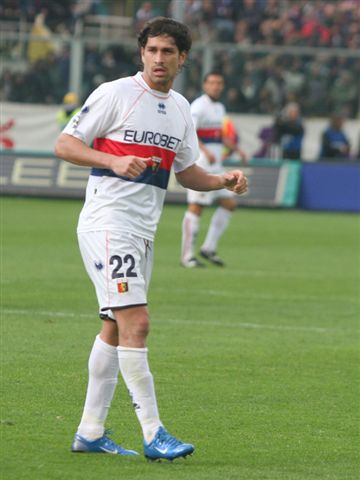
Marco Borriello, tra i protagonisti del campionato di Serie A 2007-2008

La prima partita che il Genoa ha disputato nel 2007-2008 è stata con il Milan. Per motivi d'ordine pubblico è stato interdetto l'ingresso allo stadio ai tifosi del Milan, per via dei dissapori fra le due tifoserie, dovuti a fatti legati alla tragica morte di Vincenzo "Spagna" Spagnolo, avvenuta il 29 gennaio 1995. Il 7 ottobre, la compagine rossoblù batte il Cagliari al Ferraris per due a zero e salendo così al quarto posto in classifica, piazzamento raggiunto l'ultima volta nei primi anni novanta. Successivamente, dalla vittoria in rimonta per due ad uno sulla Lazio di Delio Rossi, il Genoa si assesta al dodicesimo posto a quota 22 punti, e da quel momento in poi tenterà a lungo di aggiudicarsi un piazzamento valido per la Coppa UEFA.
Dopo la delusione del derby di ritorno, perso in inferiorità numerica per uno a zero contro la Sampdoria e dopo alcune vittorie, in particolare in casa sull'Atalanta, con rete del due a uno di Luciano Gabriel Figueroa, il 24 febbraio il Genoa vince al Friuli, stadio dell'Udinese, vincendo per cinque a tre, grazie alla tripletta determinante del suo bomber Marco Borriello, che guiderà la classifica cannonieri per buona parte dell'ultimo scorcio di campionato, finendo a 19 reti.
La compagine rossoblù, che nel corso della stagione si è tolta molte soddisfazioni come la vittoria in casa del Palermo ed il pareggio in rimonta con l'Inter in casa, conclude il proprio campionato con quattro sconfitte consecutive, rispettivamente con Empoli, Parma, Lazio e Atalanta attestandosi alla decima posizione.

### 2008-09: il quinto posto e il ritorno in Europa
La società decide di consolidare l'ottima posizione raggiunta, e d'investire in nuovi giocatori, con l'obiettivo di potenziare la squadra. Il mercato del Genoa è scoppiettante e punta in particolare su giocatori giovani come Bocchetti e Papastathopoulos o da rivalutare come Ferrari e Thiago Motta.
A fine luglio 2008 la società assume Rino Foschi, ds proveniente dal Palermo, che però si dimette da lì a poco. Nel corso della campagna acquisti, il figlio del presidente Preziosi, Fabrizio, affianca il padre nella gestione operativa della società, diventando famoso per il "lancio" del contratto dell'attaccante Diego Milito, al ritorno al Genoa dopo tre anni di assenza, all'ultimo minuto del calciomercato.
Dopo un avvio di campionato positivo il Genoa di Gasperini, Rossi, Milito, Motta e compagni vince il 99º derby della lanterna con un gol di testa di Milito su assist di Omar Milanetto.
Il Genoa finisce il girone d'andata al quarto posto in classifica. In seguito la squadra rimane per numerose giornate al quarto posto (che avrebbe garantito la qualificazione ai preliminari di Champions League) ma nelle ultime 5 giornate subisce un calo scalando al quinto posto in favore della Fiorentina. Alla fine riesce a qualificarsi matematicamente alla penultima giornata per la nuova Europa League forte del quinto posto ottenuto con 68 punti: erano 18 anni che il Genoa non tornava in Europa.
Tra le molte soddisfazioni della stagione, da sottolineare anche il derby del ritorno, vinto grazie a una tripletta del "Principe" Diego Milito, che consentì al Genoa di vincere entrambi i Derby della lanterna stagionali, cosa che non avveniva dalla stagione 1964/65. Inoltre Milito è autore di tutti i quattro gol che portano il Genoa alle due vittorie di questa stagione, successo individuale senza precedenza nella storia della società rossoblù.
Genova, 31 maggio 2009, Stadio Luigi Ferraris
 Genoa – Lecce 

4 – 1

- Genoa:
- Allenatore: Gasperini.

- Lecce:
- Allenatore: De Canio.

- Arbitro: Tozzi (Ostia Lido)
- Marcatori:  22’ Janković (G),  32’ Tiribocchi (L),  52’ Criscito (G),  56’,  67’ Milito (G).
- Spettatori: 28.159.

Da ricordare è la vittoria casalinga della squadra di Gasperini sulla Juventus (3-2); nell'occasione l'allora commissario tecnico della Nazionale Marcello Lippi definisce il gioco del Genoa come il "più spettacolare e aggressivo" del campionato. Infine, nella penultima partita del campionato, Torino-Genoa si conclude sul due a tre: nonostante le aspettative dovute al "gemellaggio" tra le due tifoserie, i granata si trovano davanti una squadra che combatte per la vittoria, e ciò scatena nel finale di partita una rissa in campo che coinvolge gran parte dei giocatori e dei componenti delle due squadre.

## Gli anni 2010
Dopo il quinto posto della stagione 2008-2009 con i 68 punti finali, il Genoa si appresta ad affrontare la stagione successiva, che lo vede impegnato su tre fronti: campionato, Coppa Italia e la nuova Europa League. La stagione per il Grifone si apre ad agosto, con l'impegno contro i danesi dell'Odense, nei playoff di Europa League: i rossoblù si impongono all'andata a Marassi per tre a uno, ottenendo la qualificazione grazie al pareggio per uno ad uno in Danimarca al ritorno. Anche in campionato l'inizio è positivo: grazie a tre vittorie nelle prime tre giornate contro Roma (3-2), Atalanta (0-1) e Napoli (4-1), il Genoa sale al primo posto in classifica insieme a Juventus e Sampdoria. Gli uomini di Gasperini battono subito dopo anche lo Slavia Praga per due a zero nella prima giornata di Europa League, incontro nel quale lo spagnolo dei rossoblù Zapater segna la prima rete nella fase a gironi della neonata competizione europea.
Nelle partite successive, il Genoa colleziona però risultati altalenanti, offrendo ottime prestazioni, come nel derby di andata, vinto per tre a zero, ma subendo anche vere e proprie disfatte come la sconfitta casalinga per cinque a zero contro l'Inter ed il tre a zero subito contro il Lilla in Europa League.
Il girone di andata si chiude con 27 punti: il rammarico è l'eliminazione dall'Europa League nella fase a gironi, a causa della sconfitta interna contro il Valencia per uno a due nell'ultima partita del girone, dopo lo 0-0 in trasferta con lo Slavia Praga e il successo interno per 3-2 con il Lilla.
Il girone di ritorno inizia sulla falsariga di come era finito quello di andata, con buone gare disputate in casa e prestazioni sottotono in trasferta. In Coppa Italia, i rossoblù vengono eliminati a Marassi dal Catania; nonostante il rendimento sia nettamente inferiore rispetto alla stagione precedente, la squadra lotta fino alle ultime giornate per un piazzamento in zona UEFA, che però sfuma definitivamente a causa delle sconfitte contro Sampdoria nel derby, Lazio e Bari. Ultimo acuto la vittoria sul Milan per uno a zero in un Ferraris a porte chiuse per motivi di sicurezza; con la sconfitta a Catania, il Genoa chiude al nono posto.
Nell'estate 2010 vengono acquistati i nazionali portoghesi Eduardo e Miguel Veloso, il laterale destro brasiliano Rafinha e l'attaccante italiano Luca Toni, tanto che la squadra rossoblù verrà definita la "regina del mercato", seriamente candidata a lottare per un posto in Champions League. Le aspettative vengono precocemente deluse: la squadra alterna sconfitte a vittorie sofferte, i nuovi innesti faticano a ingranare. A novembre, dopo la sconfitta per 1 a 0 a Palermo, Gasperini viene esonerato e la squadra viene affidata a Davide Ballardini. La stagione prosegue senza grossi sussulti, la squadra mantiene una centrale posizione in classifica il decimo posto con gli stessi punti della nona classificata, vincendo entrambi i derby contro la Sampdoria.
La stagione seguente viene ingaggiato come allenatore Alberto Malesani che verrà sostituito da Pasquale Marino, anch'egli esonerato per il richiamato Malesani. L'insoddisfazione della tifoseria si traduce nella clamorosa protesta della quindicesima giornata di ritorno durante la partita casalinga contro il Siena: sul risultato di 0-4 per i toscani, la partita viene interrotta per le intemperanze dei tifosi della Gradinata Nord, che costringono i giocatori a togliersi le maglie e uscire dal campo; la partita verrà poi ripresa e terminata, costando però la squalifica dello stadio Ferraris fino alla fine del campionato. Malesani viene nuovamente sollevato dall'incarico per far posto a Luigi De Canio: il Genoa vince due delle ultime tre partite, ottenendo la salvezza matematica solo all'ultima giornata con la vittoria per 2 a 0 sul Palermo.
Anche la stagione successiva vedrà il Genoa lottare per la salvezza. La stagione inizia con la conferma di De Canio. De Canio verrà sollevato dall'incarico il 22 ottobre dello stesso anno dopo la partita Genoa-Roma persa dal Genoa 2 a 4, dopo che la Roma ha segnato 4 gol a partire dal ventisettesimo minuto, e sostituito da Luigi Delneri. Dopo la sconfitta casalinga con il Catania per 0-2 il 20 gennaio 2013, Luigi Delneri è stato esonerato dal presidente Preziosi e sostituito da Davide Ballardini, già allenatore del Grifone nel 2010/11. Ballardini conduce i rossoblù a una sofferta salvezza.. Ritornato Gasperini sulla panchina del Genoa al posto di Liverani dopo le prime giornate della stagione di Serie A 2013-2014 il Genoa ottiene una salvezza tranquilla con buoni risultati e con 44 punti finali in classifica.
Nella Serie A 2014-2015 il Genoa ottiene il sesto posto con 59 punti in classifica, posizione che consentirebbe l'accesso all'Europa League 2015-2016 che non ottiene a causa del non ottenimento della licenza Uefa.
La stagione seguente il Genoa di Gasperini ottiene l'undicesimo posto finale con 46 punti in classifica.
La stagione seguente il Genoa di Jurić, con la parentesi di Mandorlini, ottiene il sedicesimo posto finale con 36 punti in classifica.
Nella Serie A 2017-2018 i rossoblù partono malissimo, ottenendo appena 6 punti in 12 gare, e Jurić viene esonerato, sostituito dal ritorno di Ballardini, che esordisce battendo il Crotone 1-0 e dando vita a un'ottima rimonta, che vede il Genoa sconfiggere anche l'Inter e chiudere il campionato con un tranquillo dodicesimo posto a 41 punti. Ballardini viene confermato anche per la stagione successiva e, grazie all'acquisto dell'attaccante polacco Piatek (che va a segno per 7 giornate consecutive), il Genoa arriva a tre punti dalla zona Champions, ma a sorpresa Ballardini viene esonerato e sostituito da Jurić. Nonostante un ottimo esordio con un pareggio a Torino contro la Juventus, il Genoa perde il ritmo e l'allenatore slavo viene esonerato dopo 5 partite e sostituito da Cesare Prandelli, che conduce il Genoa a una salvezza soffertissima e dovuta grazie agli scontri diretti a favore nei confronti dell'Empoli di Aurelio Andreazzoli.

## Gli anni 2020
Lo stesso Andreazzoli viene scelto come allenatore per la stagione seguente e, grazie ad acquisti importanti come Lasse Schøne dall'Ajax e Andrea Pinamonti dall'Inter, i rossoblù iniziano bene, per poi calare drasticamente e dopo un 5-1 patito contro il Parma, Andreazzoli viene esonerato e sostituito da Thiago Motta, al primo incarico da allenatore. L'esordio è buono, un 3-1 in casa contro il Brescia con tutti e tre i marcatori subentrati, ma il gioco non ingrana e l'italo brasiliano viene esonerato dopo un 4-0 patito subìto contro l'Inter, per essere sostituito da Davide Nicola, che dà una svolta alla stagione in corso portando a casa successi importanti come il pareggio in casa dell'Atalanta e la vittoria a San Siro contro il Milan, per poi calare alla ripresa del campionato post pandemia COVID-19 e salvarsi a +4 dal Lecce. 
Nicola non viene confermato e subentra Rolando Maran, che esordisce battendo 4-1 il Crotone neopromosso, riuscendo a ottenere però solo altri 4 punti da altrettanti pareggi nelle successive dodici giornate e venendo esonerato. Torna subito Ballardini e di nuovo dà la svolta, conquistando punti importanti come la vittoria sul Napoli e concludendo all'undicesimo posto con 42 punti. Ballardini viene confermato per la stagione seguente ma sorprendentemente il suo Genoa non ingrana e viene esonerato alla dodicesima giornata dopo un pareggio contro l'Empoli e sostituito da Shevchenko. L'apporto non è dei migliori e dopo l'eliminazione in Coppa Italia per mano del Milan agli ottavi viene esonerato. Subentra il tedesco Alexander Blessin, l'anno precedente nominato miglior allenatore del campionato belga con il suo Ostenda. Nonostante però un bel gioco espresso, l'enorme fatica sotto porta causa al Genoa la retrocessione in Serie B per la prima volta dopo quindici anni.
Grazie alla nuova proprietà americana che ha sostituito Enrico Preziosi al comando del Genoa, la squadra si rinforza con molti giocatori di spessore, tra cui Massimo Coda (capocannoniere degli ultimi due campionati di Serie B), Stefan Ilsanker dall'Eintracht Francoforte campione della UEFA Europa League, Radu Drăgușin dalla Juventus e il ritorno di Kevin Strootman dal Olympique Marsiglia. Il Genoa esordisce battendo 2-1 il Venezia e alla quinta giornata il primo passo falso, contro il Palermo. Dopo 6 risultati utili consecutivi, il Genoa incappa in un periodo negativo dove ottiene appena due punti in cinque gare, per cui Blessin viene esonerato. Subentra Alberto Gilardino, precedentemente allenatore della Primavera del Genoa, e dà la scossa alla squadra, che nelle successive 21 giornate ne perde solo una, contro il Parma. Grazie alla vittoria per 2-1 contro l'Ascoli e il contemporaneo pareggio fra Modena e Bari, il Genoa torna in Serie A dopo un solo anno dalla retrocessione. Non accadeva da 88 anni.
Il ritorno in massima divisione viene condito da un calciomercato da grandi nomi: oltre alla conferma dei big protagonisti della stagione precedente come Albert Guðmundsson (autore di 11 gol e 8 assist), Morten Frendrup e Radu Drăgușin, vengono acquistati Mateo Retegui, attaccante della nazionale italiana, dal Tigre, Ruslan Malinovs'kyj dal Marsiglia, Aaron Martin a parametro zero dal Magonza, Junior Messias dal Milan, Koni De Winter dalla Juventus e Morten Thorsby dall'Union Berlino. L'esordio in campionato è una sconfitta rovinosa per 4-1 contro la Fiorentina in casa, in cui il primo gol della stagione genoana lo segna Davide Biraschi, che di lì a poco verrà ceduto in Turchia, ma verrà riscattata ampiamente nella vittoria all'Olimpico contro la Lazio, in cui Retegui segna il suo primo gol in Serie A. Da lì, il Genoa avrà una stagione di alti e bassi, con tantissimi momenti di esaltazione contro le squadre migliori del campionato (4-1 inflitto alla Roma, i pareggi con Juventus, Napoli e Inter) a prestazioni altalenanti contro le più piccole, spesso subendo gol nei minuti finali e perdendo dunque dei punti che avrebbero scritto una classifica diversa. Nonostante ciò il Genoa non è mai parso in lotta per non retrocedere, nonostante a gennaio Drăgușin venga ceduto al Tottenham per 35 milioni di euro. Sempre a gennaio infatti vengono acquistati giocatori importanti come Djed Spence proprio dal Tottenham e Vitinha dal Marsiglia, che incideranno sulla stagione dei rossoblù in aggiunta a già quello che stavano facendo i loro nuovi compagni, su tutti Guðmundsson, il capocannoniere della squadra. La salvezza matematica viene raggiunta alla 34ª giornata battendo il Cagliari 3-0. Il Genoa chiude la stagione all'undicesimo posto con 49 punti (miglior punteggio dal 2015-2016), divenendo inoltre la miglior neopromossa d'Europa per numero di punti.
L'inizio della stagione seguente è segnato dalle difficoltà economiche della proprietà statunitense, che investe poco in entrata, menzionabili solo il ritorno di Pinamonti ed il prestito di Pierluigi Gollini, nonostante le cessioni eccellenti, tra cui Retegui e Guðmundsson, che hanno indebolito nel complesso la squadra dal punto di vista tecnico. L'inizio di campionato non entusiasmante, che oltre delle cessioni risente anche di una lunga serie di infortuni a vari titolari, portano all'esonero di Gilardino, sostituito dal francese Patrick Vieira. 
Il 18 dicembre 2024 invece si ha uno scossone dal punto di vista societario, dato che la società viene acquisita dall'imprenditore romeno Dan Şucu, già proprietario del Rapid Bucarest, che rileva il 77% delle quote del club rossoblù dal fondo statunitense 777 Partners. Nel frattempo, Vieira ha dato una scossa all'ambiente Genoa, riscattando giocatori che si stavano perdendo e valorizzando molti giovani del vivaio, come Patrizio Masini, Honest Ahanor e Lorenzo Venturino, rendendo i rossoblù una squadra solida difensivamente e cinica, portandoli dal quartultimo posto a un tredicesimo posto con annessa salvezza tranquilla.